# Benedykt XVI
Benedykt XVI (łac. Benedictus PP. XVI, wł. Benedetto XVI, niem. Benedikt XVI.; właśc. Joseph Aloisius Ratzingerⓘ, ˈjoːzɛf ˈalɔʏzi̯ʊs ˈʁatsɪŋɐ; ur. 16 kwietnia 1927 w Marktl, zm. 31 grudnia 2022 w Watykanie) – niemiecki duchowny rzymskokatolicki, profesor nauk teologicznych, 265. papież i 7. Suweren Państwa Watykańskiego od 19 kwietnia 2005 do 28 lutego 2013.
Arcybiskup metropolita Monachium i Freising (1977–1982), kardynał od 1977 (najpierw w stopniu prezbitera, w 1993 promowany do stopnia biskupa), prefekt Kongregacji Nauki Wiary (1981–2005), dziekan Kolegium Kardynalskiego (2002–2005). Od 28 lutego 2013 do śmierci był emerytowanym papieżem, pierwszym od XV wieku, który dobrowolnie zrzekł się swojego urzędu.

## Życiorys

### Dzieciństwo i młodość (1927–1943)

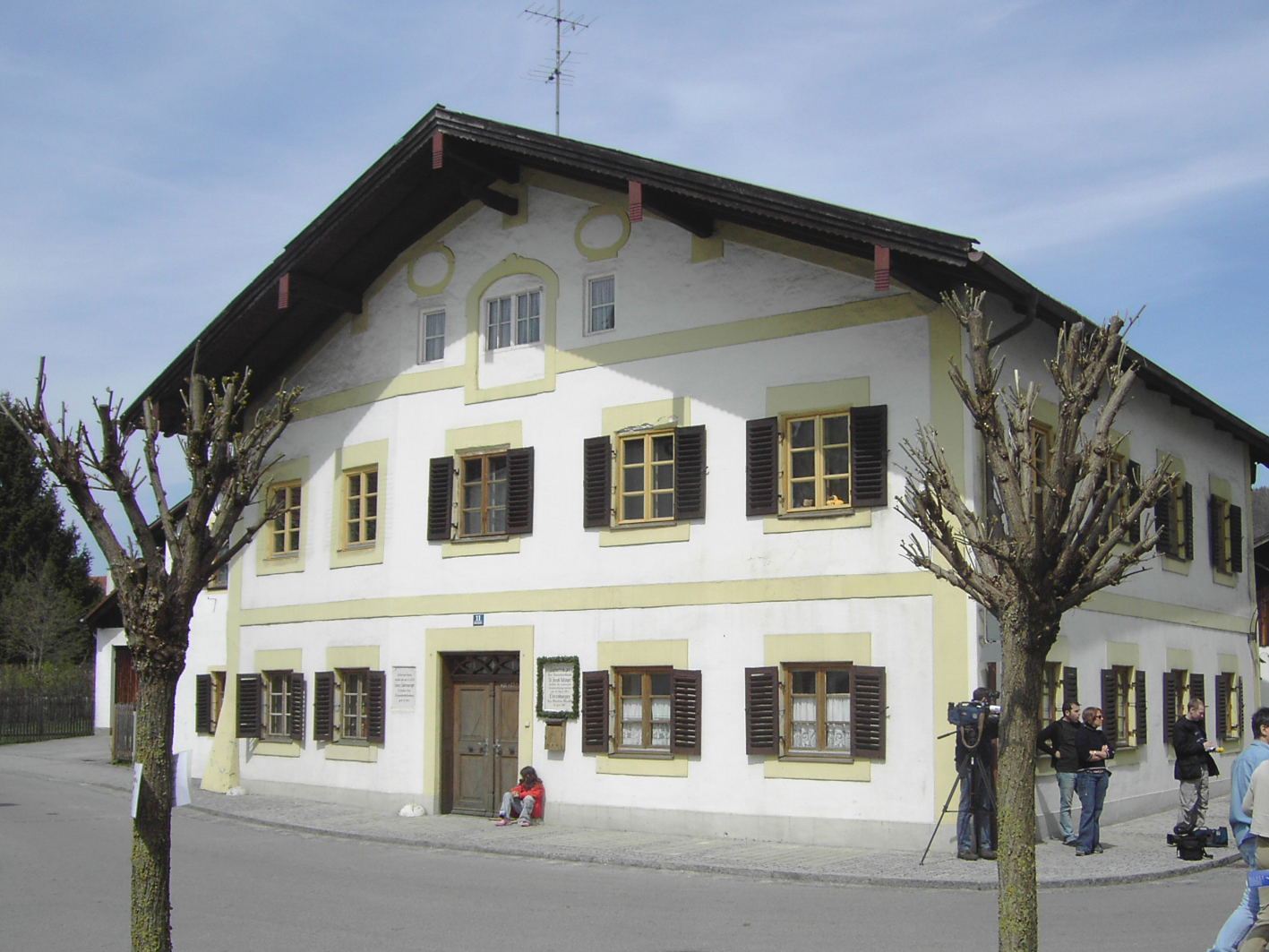
Rodzinny dom Benedykta XVI w Marktl

Joseph Ratzinger urodził się 16 kwietnia 1927 roku o godz. 4.15, w Wielką Sobotę. Był synem Josepha, który był wiejskim żandarmem w randze komisarza, czyli Gendarmerie-Kommissar i Marii, która była kucharką, pracującą w małych pensjonatach. Rodzina należała pod względem majątkowym do niższej klasy średniej. Został ochrzczony w dniu narodzin przez wikariusza miejscowej parafii ks. Josepha Stangla, w małym kościele parafialnym we wsi Marktl w Górnej Bawarii.
Joseph był trzecim dzieckiem swoich rodziców, którzy pobrali się w 1920, i mieli już dwójkę dzieci: Marię Ratzinger (ur. 7 grudnia 1921, zm. 2 listopada 1991) i Georga Ratzingera (ur. 15 stycznia 1924, zm. 1 lipca 2020).
Ojciec papieża zmarł w wieku 82 lat (ur. 6 marca 1877, zm. 25 sierpnia 1959), zaś matka w wieku 79 lat (ur. 8 stycznia 1884, zm. 16 grudnia 1963). W swoich wspomnieniach przyszły papież podkreślił, że ojciec dał mu krytyczny umysł, zaś matka obdarzyła go serdecznym zmysłem religijnym. Ojciec był osobą głęboko religijną. W niedzielę uczęszczał na trzy nabożeństwa: na msze o 6.00 i główną o 9.00 oraz na popołudniowe nabożeństwo.
Brat Georg też został duchownym. Siostra, Maria Ratzinger, nigdy nie wyszła za mąż, była gospodynią Josepha aż do śmierci w 1991. Ich stryjeczny dziadek (brat dziadka, ze strony ojca), Georg Ratzinger był do 1888 księdzem, a po porzuceniu kapłaństwa deputowanym Landtagu i Reichstagu.
Rodzina mieszkała w dużym, acz skromnym trzykondygnacyjnym drewnianym budynku. Ojciec mający stałe dochody dzięki pracy na stanowisku nadzorczym w urzędzie państwowym, był lepiej sytuowany od większości rolników we wsi. Miejscowość ta liczyła ok. 2750 mieszkańców zamieszkujących w ok. 1000 gospodarstw domowych.
W 1929, gdy Joseph miał dwa lata rodzina przeprowadziła się do Tittmoning. Jak pisze biograf papieża, opierając się na jego wspomnieniach:
to właśnie spędzony w dzieciństwie czas w Tittmoning wywołuje najcieplejsze wspomnienia kardynała. Pisze o szczęśliwych dniach spędzanych na polu, o szukaniu rzeczy dotyczących pochodzenia rodziny i o pobożnych wycieczkach do kaplicy Ponlach. Opisuje odwiedziny u starszej pani w Tittmoning w Boże Narodzenie, której pamiątki rodzinne zajmowały dosłownie cały salonik, i to, jak bardzo uderzyła go siła jej prostej wiary.
Krytykowanie nazistów przez ojca zmusiło rodzinę Ratzingerów do kolejnej przeprowadzki. W 1932 zamieszkali oni w miejscowości Aschau am Inn. Rodzina zajęła pierwsze piętro budynku, pobudowanego przez miejscowego rolnika, który wydzierżawił go miejscowej policji. Ratzinger jako komisarz miał prawo do piętra, natomiast na parterze znajdowały się biura oraz mieszkanie jego pomocnika. Właśnie w tej miejscowości przyszły papież zakochał się w mszy św. Jak wynika ze wspomnień, miało to miejsce podczas rezurekcji wielkanocnej, gdy okna kościoła były zasłonięte, zaś w momencie zaintonowania przez księdza pieśni Chrystus zmartwychwstał odsłaniano okna i kościół zapełniał się światłem – Było to robiące największe wrażenie przedstawienie zmartwychwstania Chrystusa, jakie mogę sobie wyobrazić. Tam też Joseph otrzymał pierwszy mszalik z tekstem łacińskim i niemieckim.
W 1937 Joseph ukończył sześćdziesiąty rok życia i zgodnie z prawem nabył uprawnienia emerytalne. Rodzina wówczas przeprowadziła się do liczącej ok. 11 000 mieszkańców miejscowości Traunstein. Zamieszkali w starym drewnianym domu, który został zakupiony przez ojca w 1933 z myślą o emeryturze.
Do 1937, kiedy przeprowadzili się do Traunstein, ojciec Joseph służył w Bawarskiej Policji Landowej (Bayerische Landespolizei) i w niemieckiej policji państwowej (Ordnungspolizei). Londyński „The Sunday Times” pisał o Ratzingerze seniorze jako antynaziście, którego próby powstrzymania Brązowych Koszul (Oddziałów Szturmowych SA) zmusiły do kilku przeprowadzek wraz z rodziną. Według „International Herald Tribune” przeprowadzki te były bezpośrednio związane z postawą Josepha Ratzingera, który sprzeciwiał się nazizmowi, czego rezultatem były degradacje i przeniesienia. Brat papieża, Georg powiedział: Nasz ojciec był zaciekłym przeciwnikiem nazizmu, ponieważ uważał, że było to w sprzeczności z naszą wiarą. Jednak rodzinę dotknęły także boleśniejsze represje ze strony reżimu. John Allen (watykański komentator), donosi o słowach wygłoszonych przez kardynała Ratzingera 28 listopada 1996 w Watykanie: Kuzyn cierpiący na zespół Downa, który w 1941 miał 14 lat i był zaledwie kilka miesięcy młodszy (niż Ratzinger), został zabrany przez nazistowskie władze na terapię. Niedługo później rodzina otrzymała informacje o jego śmierci.
Przez następne dwa lata przyszły papież uczęszczał do miejscowego gimnazjum. Podróż do szkoły w jedną stronę zajmowała mu około 30 minut. Uczył się w nim intensywnie greki i łaciny. Później pisał: spoglądając wstecz, wydaje mi się, że kształcenie bazujące na dorobku starożytności greckiej i łacińskiej stanowiło duchową postawę, która odpierała zniewolenie przez totalitarną ideologię. Ze szkoły, do której uczęszczał, zwolniono po kolei dwóch dyrektorów, którzy przeciwstawiali się nazistowskiej ideologii. Niedługo później ograniczono naukę greki i łaciny. Podczas pobytu w Traunstein zafascynował się Mozartem. W 1996 Ratzinger zapisał: w żadnym wypadku nie można uznać jej za czystą igraszkę – słychać w niej cały tragizm ludzkiego bytu. Znajdował chociaż 15 minut dziennie, żeby grać na fortepianie utwory Mozarta, Beethovena. Próbował również Brahmsa, ale były dla niego zbyt trudne.
Według kuzynki, Eriki Kropp, Ratzinger od dzieciństwa nie chciał zostać nikim innym niż księdzem. Kiedy miał 15 lat, mówił, że zostanie biskupem, a ona żartobliwie zapytała „Czemu nie papieżem?”. Wcześniej (w 1932) do miasteczka, w którym mieszkali Ratzingerowie, przyjechał arcybiskup Monachium, Michael von Faulhaber. Pięcioletni Joseph był w grupie dzieci wręczających kardynałowi kwiaty; tego dnia powiedział, że także chciałby zostać kardynałem.
W 1939 wstąpił do niższego seminarium w Traunstein. Musiał wówczas zamieszkać w szkole. Ponieważ jego starszy brat wcześniej rozpoczął naukę w seminarium, toteż znał już kilka osób uczących się w tej szkole. Codziennie musiał także dwie godziny spędzać na boisku szkolnym. Ponieważ był niższy i słabszy fizycznie, było to niezbyt miłe doświadczenie. W 1942, gdy III Rzesza prowadziła wojnę z ZSRR, zaszła konieczność zamiany seminarium na szpital wojskowy, zaś studentów odesłano do domu. Georg został wzięty do wojska, zaś Joseph ponownie powrócił do nauki w gimnazjum, gdzie odkrył wspaniałą literaturę, zwłaszcza Goethego i Schillera. Przebywał tutaj do 1943.
W wieku 14 lat (w 1941), został członkiem Hitlerjugend, w której to organizacji członkostwo było obowiązkowe od 25 marca 1939. Według korespondenta tygodnika „National Catholic Reporter” Johna Allena, Ratzinger nie podchodził entuzjastycznie do członkostwa w tej organizacji, odmawiał brania udziału w spotkaniach. Ratzinger wspominał, że nazistowski profesor matematyki postarał się o zmniejszenie mu czesnego w szkole. Do tego teoretycznie była wymagana dokumentacja obecności na spotkaniach Hitlerjugend, jednak według Ratzingera profesor załatwił mu stypendium bez konieczności udziału w zebraniach.

### Służba wojskowa (1943–1945)
W wieku 16 lat (1943) wraz z innymi kolegami z klasy rozpoczął obowiązkowe przygotowanie wojskowe w zakresie obrony przeciwlotniczej. Powołany został do programu Luftwaffenhelfer. Zostali przydzieleni do oddziału odpowiedzialnego za ochronę fabryki silników lotniczych BMW w Ludwigsfeld na północ od Monachium. Następnie zostali przeniesieni do Unterföhring i na krótko do Innsbrucka. Z Innsbrucka ich oddział udał się do Gilching, by ochraniać bazę myśliwców niemieckich i atakować bombowce aliantów, które urządzały naloty na Monachium. W Gilching Ratzinger służył w posterunku telefonicznym.
10 września 1944 jego klasa została zwolniona z korpusu. Jednak wracając do domu, Ratzinger otrzymał nowe powołanie do Reichsarbeitsdienst (Służby Pracy Rzeszy). Został oddelegowany do węgierskiego obszaru granicznego z Austrią, która została zaanektowana przez Niemcy w 1938. Tu pracował aż do czasu, kiedy Armia Czerwona zajęła Węgry; wtedy został skierowany do przygotowywania umocnień przeciwpancernych szykowanych na ofensywę wojsk radzieckich. Tam też był świadkiem pędzenia Żydów do obozów zagłady. 20 listopada 1944 jego oddział został zwolniony ze służby.
Ratzinger znowu wrócił do domu, jednak nie na długo. Już trzy tygodnie później dostał wezwanie do stawienia się w Monachium, gdzie otrzymał przydział do koszar Wehrmachtu w mieście Traunstein, blisko którego mieszkała jego rodzina. Po podstawowym szkoleniu w piechocie Ratzinger służył w różnych posterunkach wokół miasta, gdzie stacjonowała jego jednostka. Nigdy nie został wysłany na front.
Na przełomie kwietnia i maja, w ostatnich dniach lub tygodniach przed poddaniem się Niemiec, Ratzinger zdezerterował. Dezercja była powszechna w ostatnich tygodniach wojny, chociaż karana śmiercią (często zasądzana była bez procesu prawnego, wykonywana nieprzerwanie do końca). Obniżone morale i niewielkie ryzyko osądzenia przez zdezorganizowane wojsko niemieckie przyczyniło się do rosnącej fali dezercji wśród żołnierzy. Ratzinger opuścił miasto Traunstein i udał się do położonej nieopodal rodzinnej wsi.
Użyłem mało znanej drogi, spodziewając się bezproblemowego przejścia. Ale kiedy wychodziłem z przejścia podziemnego pod torami kolejowymi, dwóch żołnierzy stało na posterunku; przez chwilę sytuacja była dla mnie niezmiernie krytyczna. Dzięki Bogu, że oni także mieli dosyć wojny i nie chcieli stać się mordercami.
Za usprawiedliwienie uznali fakt, że miał rękę na temblaku, i pozwolili mu odejść do domu.
Wkrótce po tym dwaj członkowie SS, którzy schronili się w domu Ratzingerów, zwrócili uwagę na młodego człowieka w poborowym wieku i zaczęli zadawać pytania. Jego ojciec stanowczo wyraził swoje nieprzychylne zdanie na temat Hitlera i nazajutrz dwóch członków SS zniknęło, nie podejmując żadnych działań. Kardynał Ratzinger powiedział później: Jakiś anioł wydawał się nas chronić.
Później do wsi przybyli Amerykanie.
Zostałem rozpoznany jako niemiecki żołnierz, musiałem ubrać się z powrotem w mundur, który wcześniej zrzuciłem, a także trzymać ręce u góry i dołączyć do stale rosnącej grupy jeńców wojennych, których oni ustawiali w szeregu na naszej łące. To szczególnie zraniło serce mojej matki, gdy zobaczyła swojego chłopca i resztę pokonanej armii stojącej tam, wystawionej na niepewny los.
Ratzinger przez krótki czas był internowany w obozie jenieckim niedaleko Ulm. Został wypuszczony 19 czerwca 1945. Wraz z innymi młodymi ludźmi zaczął iść do domu (120 km), jednak został podwieziony do Traunstein w ciężarówce wiozącej mleko. Rodzina ponownie była w komplecie, gdy brat Georg został wypuszczony z obozu jenieckiego we Włoszech.

### Edukacja (1946–1951)
W 1945 roku Ratzinger wraz z bratem wstąpili do katolickiego seminarium duchownego we Freising i na studia w Herzogliches Georgianum na Uniwersytecie Ludwika i Maksymiliana w Monachium. Według wywiadu z Peterem Seewaldem, na niego i jego kolegów ze studiów szczególnie duży wpływ wywarły prace i twórczość Gertrudy von Le Fort, Ernsta Wiecherta, Fiodora Dostojewskiego, Elisabeth Langgässer, Theodora Steinbüchela, Martina Heideggera i Karla Jaspersa. W trzech ostatnich młody Ratzinger widział przerwę w dominacji neokantyzmu, wraz z kluczową pracą Steinbüchela Die Wende des Denkens (Zmiana w myśleniu). Pod koniec studiów był zbliżony bardziej do nauk św. Augustyna niż Tomasza z Akwinu. Wśród scholastyków najbardziej interesował się św. Bonawenturą.
29 czerwca 1951 on i jego brat zostali wyświęceni na kapłanów przez arcybiskupa Monachium Michaela von Faulhabera. W 1953 zdobył stopień doktora pracą o św. Augustynie, zatytułowaną Lud i Dom Boży w doktrynie kościelnej św. Augustyna. W 1957 habilitował się rozprawą o św. Bonawenturze pt. Świętego Bonawentury teologia historii. W 1958 został profesorem kolegium we Fryzyndze.

### Kariera naukowa (1951–1977)
Przez następne lata posługiwał jako pomocnik biskupa Fryzyngi (1957–1959). W 1959 został profesorem na Uniwersytecie w Bonn. Swój inauguracyjny wykład zatytułował Bóg wiary i Bóg filozofii. W 1963 zaczął wykładać na Westfalskim Uniwersytecie Wilhelma w Münsterze. Na pierwszym wykładzie aula była wypełniona po brzegi, bo Ratzinger już wtedy był znanym teologiem. Na II Soborze Watykańskim (1962–1965) był doradcą teologicznym niemieckiego arcybiskupa Kolonii Josepha Fringsa. Kontynuował obronę Nostra aetate, dokumentu na temat związków z innymi religiami, ekumenizmu i deklaracji prawa do religijnej wolności. Później, jako prefekt Kongregacji Nauki Wiary jasno wyjaśnił stanowisko Kościoła wobec innych religii w dokumencie Dominus Iesus (2000), w którym także mówił o prawidłowej drodze do nawiązania ekumenicznego dialogu. Podczas soboru był uważany za zdecydowanego reformatora i faktycznie współpracował z takimi modernistami, jak Hans Küng i Edward Schillebeeckx. Sam Ratzinger przyznał, że był i po części pozostał wielbicielem Karla Rahnera, znanego teologa Nouvelle Théologie, który popierał reformy i sam wznosił nowe, teologiczne poglądy. W 1966 Ratzinger został ustanowiony przewodniczącym wydziału teologii dogmatycznej na Uniwersytecie Eberharda i Karola w Tybindze, gdzie został ponownie współpracownikiem Hansa Künga. W swojej książce Wprowadzenie do chrześcijaństwa (1968), pisał, że papież ma obowiązek słuchania różnych głosów w Kościele podczas podejmowania decyzji. Pisał także, że Kościół od wieków jest zbyt scentralizowany, ograniczony i nadmiernie kontrolowany przez Rzym. Te zdania jednak nie zostały wydrukowane w kolejnych wydaniach książki, gdyż zostały błędnie zinterpretowane przez autorów kolejnych przedruków. W tym czasie oddalił się od Tybingi, co spowodowane było atmosferą i marksistowskimi ruchami wśród studentów w latach 60., które w Niemczech szybko się radykalizowały, szczególnie w latach 1967 i 1968, by osiągnąć kulminację w serii zamieszek w kwietniu i maju 1968. Ratzinger wiązał to (a także spadek szacunku do autorytetów wśród studentów, oraz rosnący, niemiecki ruch na rzecz praw homoseksualistów) z odejściem od tradycyjnego katolickiego nauczania. Coraz częściej jego poglądy kontrastowały z poglądami liberalnymi, które wtedy zyskiwały na popularności wśród teologów. Przez lata na II Soborze Watykańskim i na tybińskim uniwersytecie profesor Joseph Ratzinger publikował artykuły w reformatorskim, teologicznym czasopiśmie Concilium, chociaż wybierał coraz częściej mniej reformatorskie tematy niż inni współtwórcy pisma, teologowie moderniści Hans Küng czy Edward Schillebeeckx.
W końcu w 1969 wrócił do Bawarii, na Uniwersytet w Ratyzbonie, do środowiska o mniej reformistycznych poglądach.
W 1972 założył pismo teologiczne Communio, wraz z Hansem Ursem von Balthasarem, Henrim de Lubakiem, Walterem Kasprem i innymi. Communio, publikowane w różnych językach (niemieckim, angielskim, hiszpańskim, polskim i innych), stał się wybitnym dziennikiem współczesnej katolickiej myśli teologicznej. Do czasu wyboru na papieża, Ratzinger pozostawał najbardziej aktywnym publicystą gazety.

Herb kardynalski Josepha Ratzingera

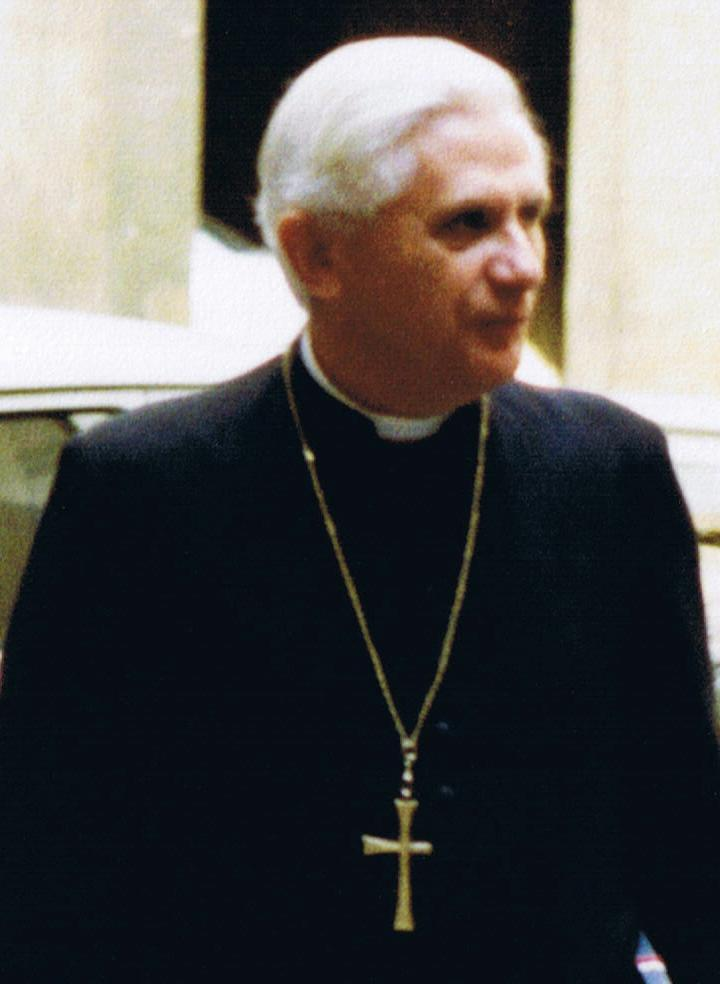
Kardynał Ratzinger (1988)

### Kardynał i arcybiskup Monachium (1977–1982)
25 marca 1977 został ustanowiony przez Pawła VI arcybiskupem Monachium i Fryzyngi. Sakrę biskupią przyjął 28 maja 1977 z rąk biskupa Würzburga Josefa Stangla (zbieżność nazwisk z księdzem, który udzielił chrztu – były to dwie różne osoby). Współkonsekratorami byli: biskup Ratyzbony Rudolf Graber oraz biskup pomocniczy archidiecezji Monachium i Fryzyngi Ernst Tewes COr. Za swoją biskupią dewizę przyjął Cooperatores Veritatis, co oznacza „współpracownicy prawdy”. Zostało to zaczerpnięte z Biblii, z 3. Listu św. Jana (3 J, 8). Wybór skomentował w swojej autobiograficznej pracy Moje życie wydanej w 1997 r. z okazji siedemdziesiątych urodzin.
Na konsystorzu 27 czerwca 1977 został kreowany kardynałem. W czasie konklawe w 2005 był jednym z trzynastu żyjących kardynałów mianowanych przez Pawła VI i jednym z trzech z nich w wieku poniżej 80 lat; w konklawe wzięli udział jednak tylko on i William Wakefield Baum (kardynał Jaime Lachica Sin z przyczyn zdrowotnych nie mógł przybyć do Rzymu). Po śmierci kardynała Arnsa w grudniu 2016 był ostatnim żyjącym uczestnikiem obu konklawe w 1978. Był ostatnim żyjącym duchownym kreowanym kardynałem przez papieża Pawła VI, choć od swojego wyboru na papieża nie był już członkiem Kolegium Kardynalskiego.

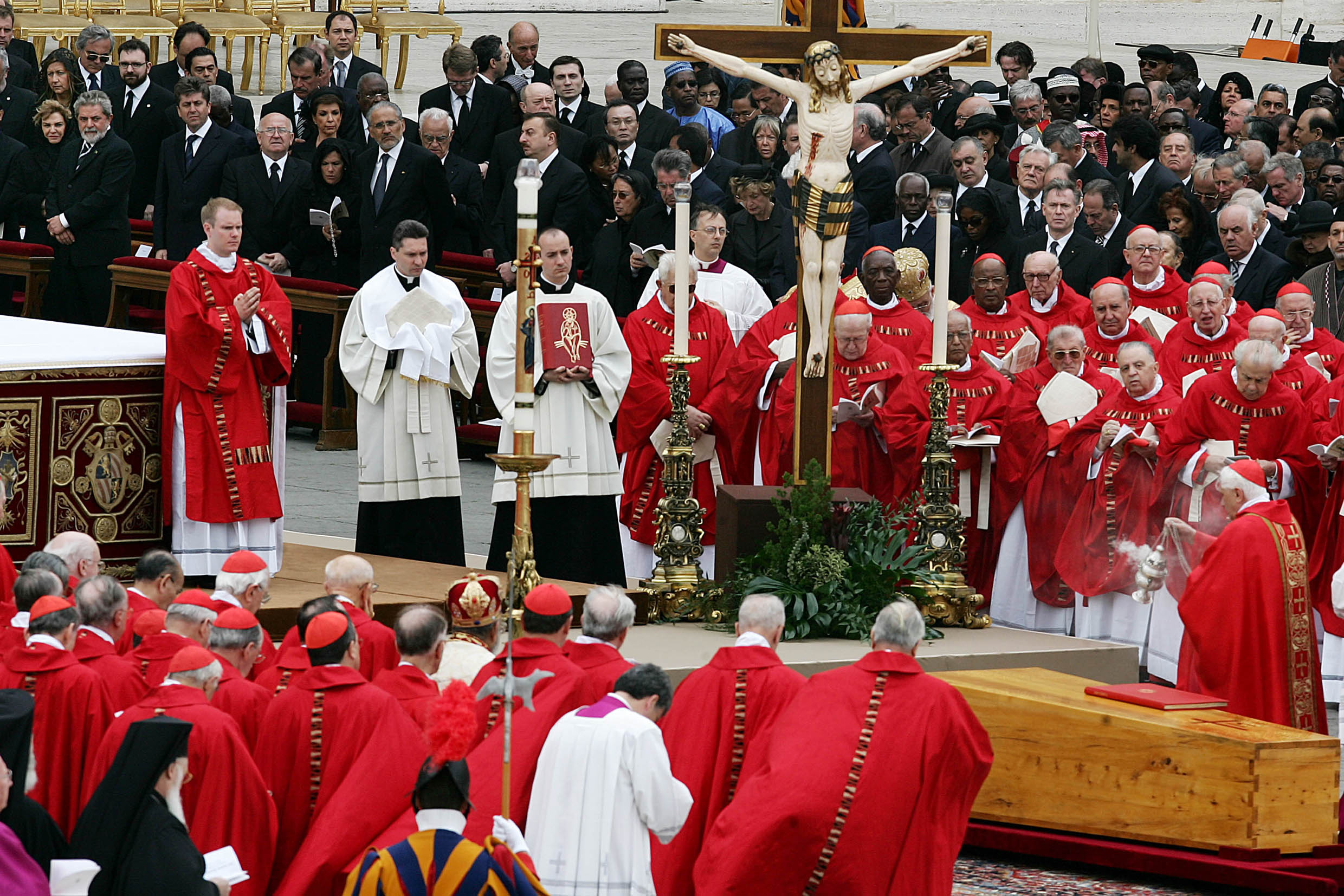
Kardynał Ratzinger celebruje mszę świętą podczas pogrzebu Jana Pawła II

### Prefekt Kongregacji Nauki Wiary (1981–2005)
25 listopada 1981 otrzymał nominację z rąk Jana Pawła II na prefekta Kongregacji Nauki Wiary. Na tym stanowisku bronił doktryny i nauczania Kościoła m.in. w następujących dziedzinach: planowanie poczęć, dialog międzyreligijny, homoseksualizm, prawne regulacje związków partnerskich. Podczas jego prefektury Kongregacja powzięła kroki mających na celu zdyscyplinowanie teologów głoszących nieortodoksyjne poglądy w Ameryce Łacińskiej w latach 80.
22 lipca 1992 wydał dokument, w którym stwierdził, iż dyskryminacja ze względu na orientację seksualną nie jest tym samym, co dyskryminacja ze względu na rasę, pochodzenie etniczne itd. Według wydanego dokumentu Kongregacji Nauki Wiary:
„istnieją dziedziny, w których nie jest przejawem niesprawiedliwej dyskryminacji uwzględnienie orientacji seksualnej, na przykład gdy chodzi o adopcję dziecka lub powierzenie go opiekunom, zatrudnienie nauczycieli lub trenerów sportowych, służbę wojskową”.
Podstawowe prawa człowieka (m.in. zagwarantowane przez Europejską Konwencję Praw Człowieka, jak i konstytucje wielu krajów) według dokumentu Kongregacji mogą zostać „słusznie ograniczone ze względu na obiektywne nieuporządkowane zachowania zewnętrzne”. Dokument, dla przykładu, podał przypadek „osób chorych fizycznie lub umysłowo”, którym można ograniczyć możliwość korzystania z pewnych praw „by chronić dobro wspólne”. Dokument był krytykowany między innymi przez trzech biskupów (Charles Buswell, Thomas Gumbleton i Walter Sullivan) oraz organizacje LGBT. Urzędowanie zakończył 2 kwietnia 2005 w związku z sediswakancją po śmierci papieża Jana Pawła II.

### Funkcje w Kurii Rzymskiej
Wkrótce po objęciu urzędu prefekta Kongregacji Nauki Wiary, na początku 1982 zrzekł się funkcji arcybiskupa Monachium i Fryzyngi. W 1993 został podniesiony do stopnia kardynała biskupa i otrzymał tytuł podmiejskiej stolicy biskupiej Velletri-Segni. W latach 1981–2005 był ghostwriterem Jana Pawła II.
Z czasem objął wiele funkcji w Kurii Rzymskiej: przewodniczącego Papieskiej Komisji Biblijnej, przewodniczącego Międzynarodowej Komisji Teologicznej, radcy Drugiej Sekcji Sekretariatu Stanu, członka Kongregacji ds. Kościołów Wschodnich, członka Kongregacji ds. Kultu Bożego i Dyscypliny Sakramentów, członka Kongregacji ds. Ewangelizacji Narodów, członka Kongregacji ds. Edukacji Katolickiej, członka Papieskiej Rady ds. Popierania Jedności Chrześcijan, członka Papieskiej Rady ds. Kultury oraz członka Papieskiej Komisji ds. Ameryki Łacińskiej.
W 1998 został wicedziekanem, a 30 listopada 2002 dziekanem Kolegium Kardynalskiego i otrzymał związany z tym stanowiskiem tytuł podmiejskiej diecezji Ostii. Pełnił tę funkcję do 19 kwietnia 2005, czyli do wyboru na papieża.
8 kwietnia 2005, jako dziekan Kolegium Kardynalskiego, rozpoczął mszę żałobną w intencji zmarłego Jana Pawła II. Był to jeden z największych pogrzebów w dziejach świata (do Rzymu przybyło 4 królów, 5 królowych, ponad 70 prezydentów i premierów oraz 2 miliony wiernych). Milion wiernych na placu św. Piotra i w bocznych uliczkach żegnał Jana Pawła II. Na słowa kardynała Josepha Ratzingera Nasz ukochany Papież stoi teraz w oknie domu Ojca, widzi nas i nam błogosławi. Tak, pobłogosław nam Ojcze Święty, wierni odpowiedzieli gromkim „Santo! Santo!” (Święty! Święty!) oraz „Subito Santo!” (Święty natychmiast!). Kluczem homilii kard. Josepha Ratzingera o życiu zmarłego papieża był biblijny cytat: „Pójdź za mną”. Mówił o wędrówce Karola Wojtyły za Bogiem przez całe jego życie. W sumie mszę koncelebrowało 140 kardynałów i patriarchów unickich Kościołów wschodnich.

## Pontyfikat (2005–2013)

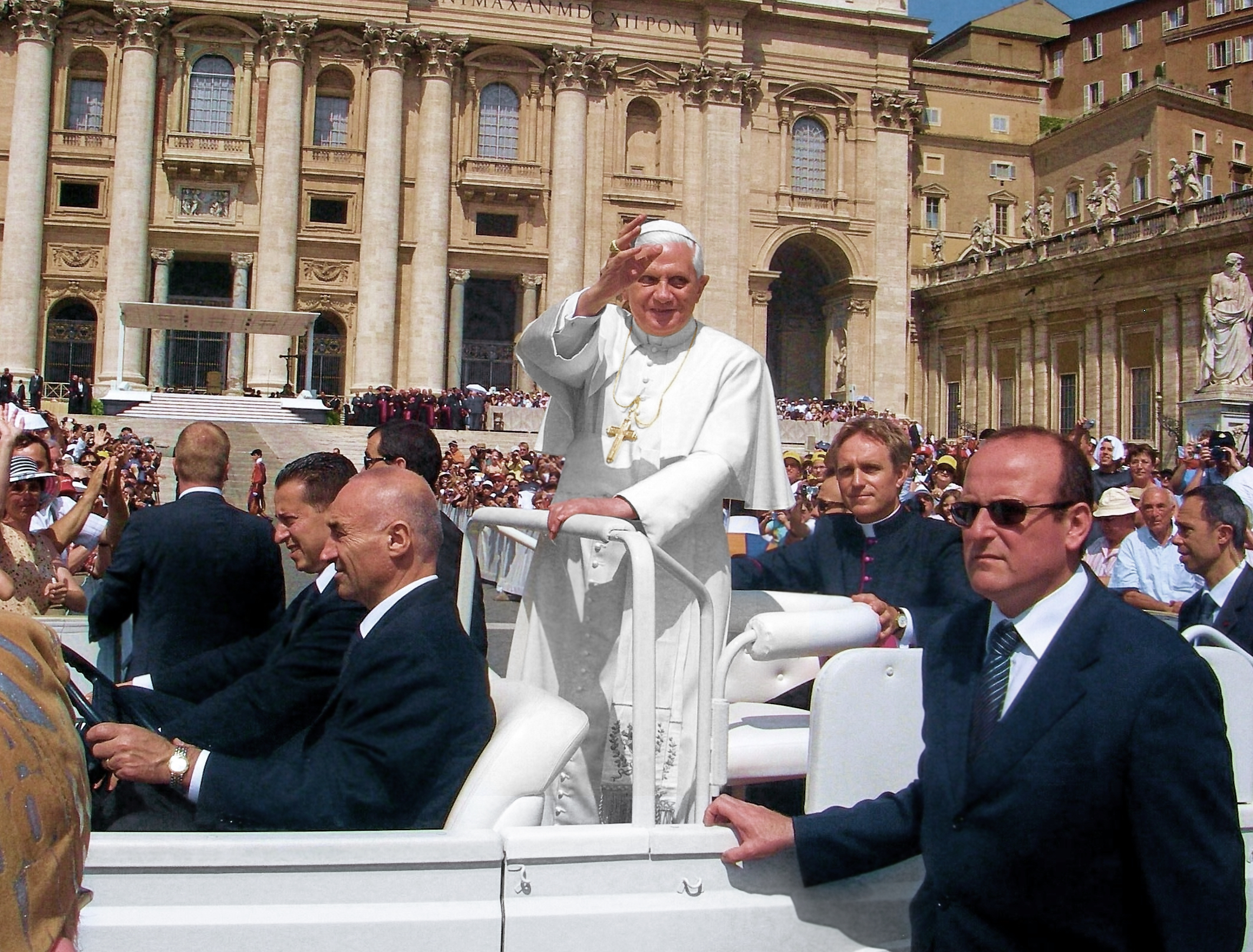
Papież Benedykt XVI podczas audiencji generalnej na placu św. Piotra w Watykanie w 2007 roku

2 stycznia 2005 magazyn „Time” cytował anonimowe, watykańskie źródło, które twierdziło, że Ratzinger jest pierwszy do zajęcia miejsca Jana Pawła II po jego śmierci lub gdy będzie zbyt chory, by przewodzić Kościołowi. Po śmierci Jana Pawła II, dziennik „Financial Times” napisał, że Ratzinger jest liderem wśród kandydatów na nowego papieża, ale dawał także duże szanse rywalom z liberalnego skrzydła Kościoła. W kwietniu 2005, przed wyborem papieża, „Time” opublikował listę stu najbardziej wpływowych ludzi świata, wśród których znalazł się Ratzinger. Jako prefekt Kongregacji Nauki Wiary mówił, że chciałby wrócić na wieś do Bawarii i poświęcić się pisaniu książek, jednak przed śmiercią Jana Pawła II, powiedział do przyjaciół, że „jest gotowy na przyjęcie obowiązku, jaki (ewentualnie) umieści na nim Bóg”.
Chociaż jego wybór był uważany za najbardziej prawdopodobny przez media na świecie, niektórzy utrzymywali, że jego elekcja jest zbyt oczekiwana, aby mogła się ziścić. Wybory zarówno Jana Pawła II, jak i jego poprzednika Jana Pawła I, były raczej niespodziewane. Dlatego dla niektórych wybór Ratzingera na papieża był pewnym zaskoczeniem.
19 kwietnia 2005 w drugim dniu konklawe, po czterech głosowaniach, został wybrany następcą Jana Pawła II, którego 6 lat później osobiście beatyfikował. Benedykt XVI stał się 265. papieżem (według Watykanu). W dniu wyboru miał 78 lat i był najstarszą osobą wybraną na papieża od czasów Klemensa XII oraz pierwszym Niemcem na tym urzędzie od czasów Wiktora II (1055–1057).
Kardynał Ratzinger miał nadzieję przed konklawe, że odejdzie w pokoju, powiedział: Podczas konklawe modliłem się do Boga, żeby mnie nie wybrano. Tym razem jednak Bóg wyraźnie mnie nie posłuchał.
O godz. 18:44 na głównym balkonie bazyliki św. Piotra kardynał Jorge Medina Estévez, protodiakon Kolegium Kardynalskiego, przed tradycyjnym łacińskim Habemus papam zwrócił się do licznie zgromadzonych słowami „drodzy bracia i siostry” w językach: włoskim, hiszpańskim, francuskim, niemieckim i angielskim, przerywanymi owacjami osób z poszczególnych grup językowych. Pierwszymi słowami nowego papieża, wygłoszonymi w języku włoskim przed tradycyjnym błogosławieństwem Urbi et Orbi, były:

Umiłowani bracia i siostry. Po wielkim papieżu Janie Pawle II kardynałowie wybrali mnie – prostego, skromnego pracownika winnicy Pana. Pocieszam się faktem, że Pan potrafi się posługiwać niedoskonałymi narzędziami i działać przy ich pomocy, a przede wszystkim zawierzam się waszym modlitwom. W radości Pana zmartwychwstałego, ufni w Jego stałą pomoc, idziemy przed siebie. Pan nam pomoże, a Maryja, Jego Najświętsza Matka, stoi u naszego boku. Dziękuję.

Po tym pobłogosławił ludzi zebranych na placu przed bazyliką.
24 kwietnia 2005 r. papież Benedykt XVI odprawił mszę świętą inaugurującą swój pontyfikat. Otrzymał także insygnia władzy papieskiej – paliusz oraz pierścień świętego Piotra. 7 maja odbył ingres do swojej katedry – bazyliki laterańskiej.
Benedykt XVI użył imienia Benedykt (łac. błogosławiony) po raz pierwszy podczas audiencji generalnej na placu św. Piotra. Podczas pierwszej audiencji generalnej, 27 kwietnia 2005, papież uzasadnił wybór takiego imienia nawiązaniem do Benedykta XV za jego dążenie do pokoju w czasach I wojny światowej oraz do św. Benedykta za jego wkład w budowę chrześcijańskiej tożsamości Europy.

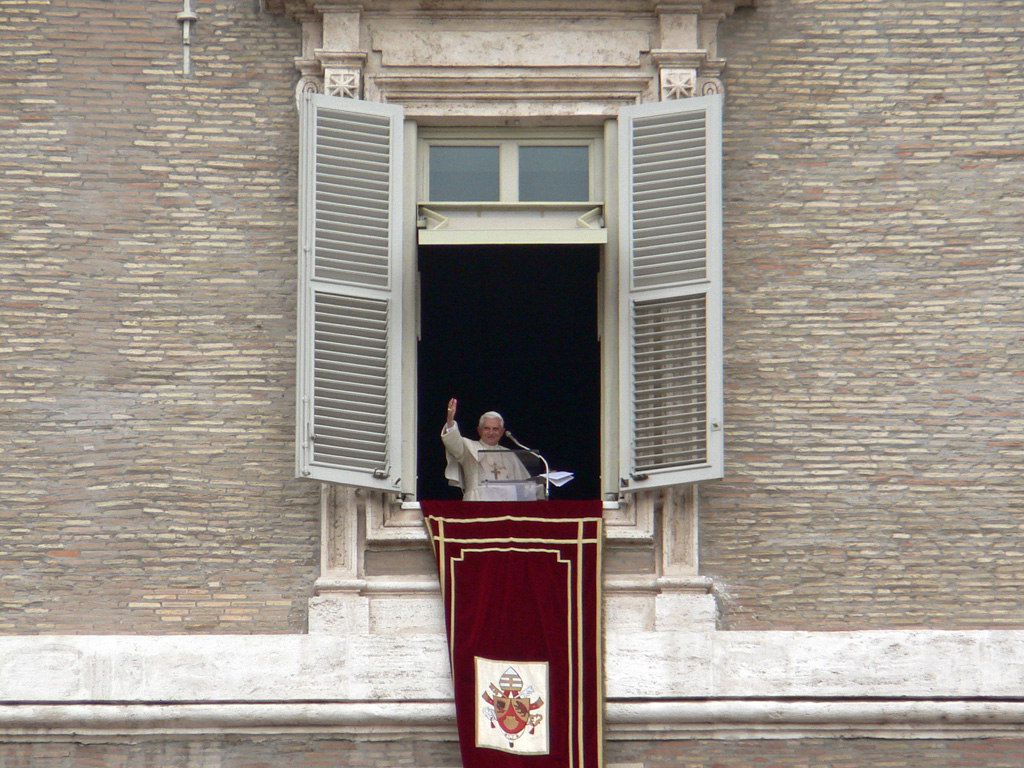
Papież Benedykt XVI podczas modlitwy anioł pański w oknie pałacu apostolskiego, 2007 rok

12 września 2006 r. na Uniwersytecie w Ratyzbonie, gdzie był wcześniej profesorem teologii, wygłosił wykład, nazwany później ratyzbońskim, na temat: Wiara, rozum i uniwersytet – wspomnienia i refleksje (niem. Glaube, Vernunft und Universität – Erinnerungen und Reflexionen). Papież mówił m.in. na temat stosunku chrześcijaństwa i islamu do rozumu i filozofii greckiej. Czerpiąc z prac prof. Teodora Khoury’ego, zacytował też dialog cesarza bizantyjskiego Manuela II Paleologa oraz refleksje muzułmańskiego uczonego Ibn Hazma (zm. 1069), które ukazywały, że idea islamskiego dżihadu, świętej wojny i nawracania siłą, a nie rozumem, sprzeciwia się Bogu, oraz że dla muzułmanów Bóg nie jest ograniczony nawet przez swoje Słowo i nic nie zmusi Go do objawienia nam prawdy. Jeśli taka będzie Jego wola, człowiek będzie musiał nawet czcić bożki. Wystąpienie papieskie wywołało międzynarodowe reakcje i kontrowersje w świecie muzułmańskim.

## Renuntiatio i emerytura (2013–2022)
11 lutego 2013, podczas konsystorza na którym wyznaczył datę kanonizacji Antoniego Primaldo i 812 towarzyszy, Laury Montoya oraz Maríi Guadalupe García Zavala, Benedykt XVI wygłosił oświadczenie, w którym zadeklarował, że z dniem 28 lutego 2013 rezygnuje z posługi biskupa Rzymu. 28 lutego 2013 Benedykt XVI o godz. 11:00 w sali Klementyńskiej spotkał się po raz ostatni z kardynałami, a o godz. 17:00 odleciał helikopterem z Watykanu do Castel Gandolfo, gdzie po raz ostatni pozdrowił wiernych.

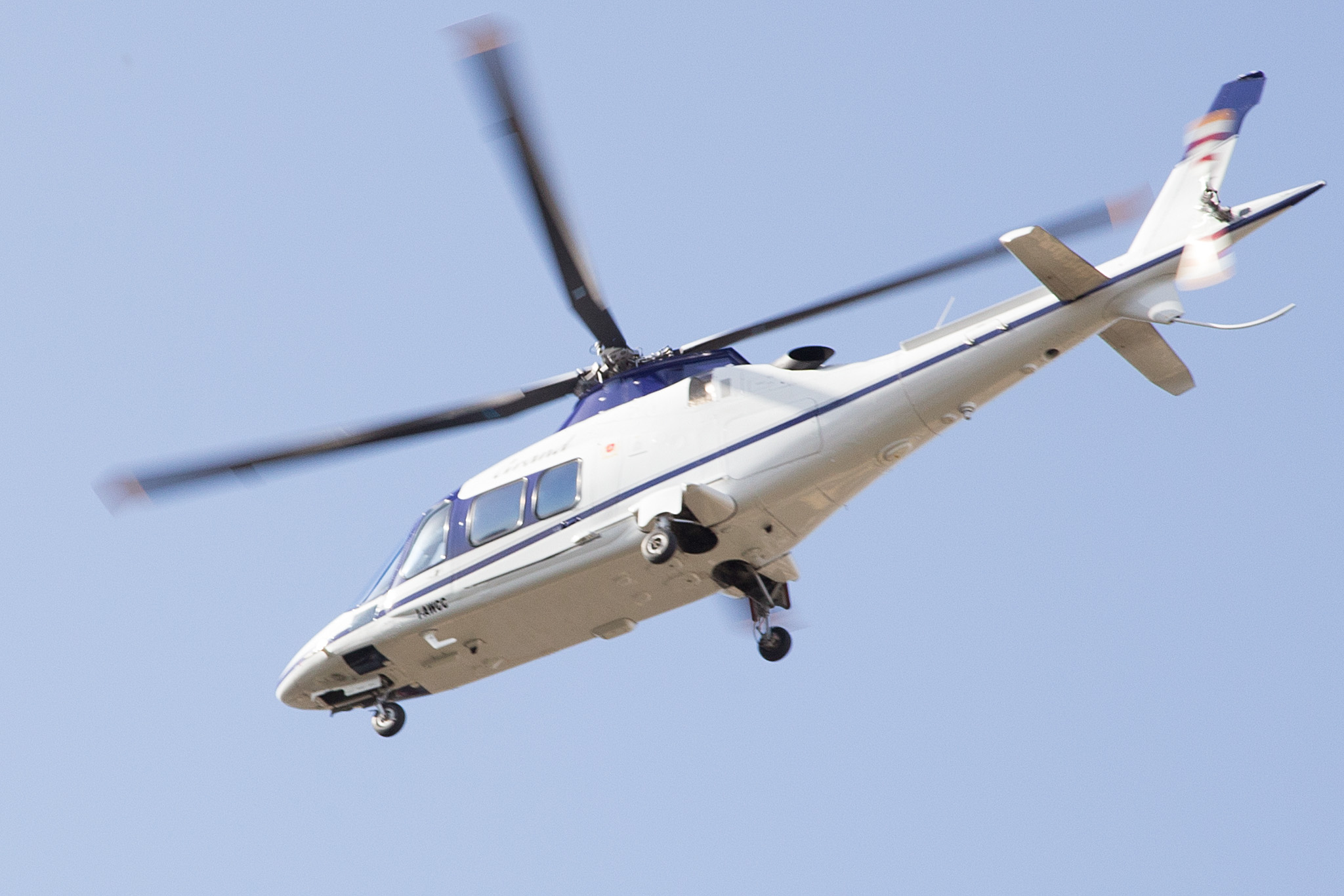
Helikopter z emerytowanym papieżem, który po dwóch miesiącach pobytu w Castel Gandolfo powraca do Watykanu

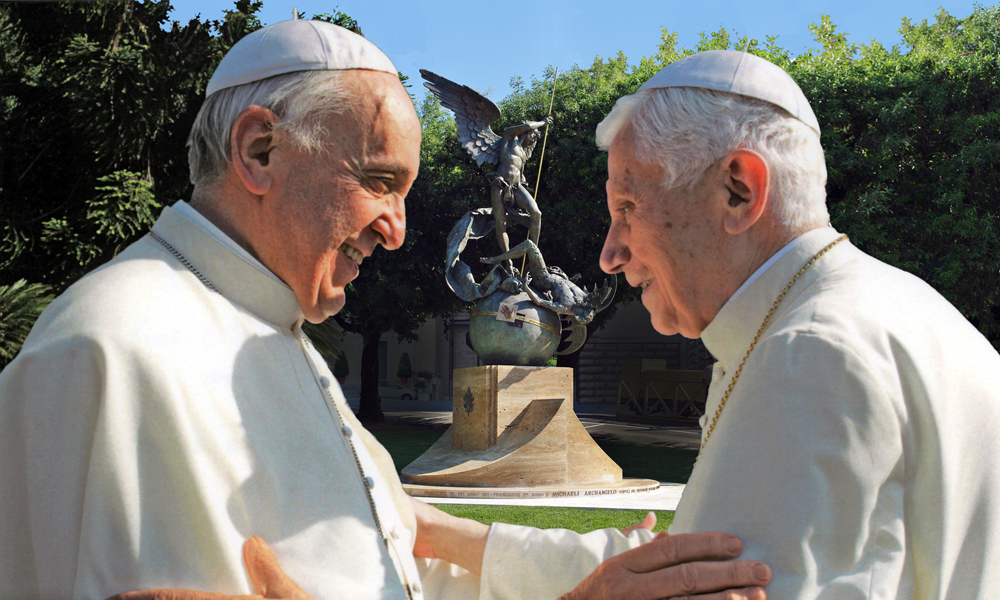
Papież senior wraz ze swoim następcą papieżem Franciszkiem podczas uroczystości odsłonięcia pomnika Michała Archanioła przed budynkiem gubernatorstwa Państwa Watykańskiego w dniu 5 lipca 2013

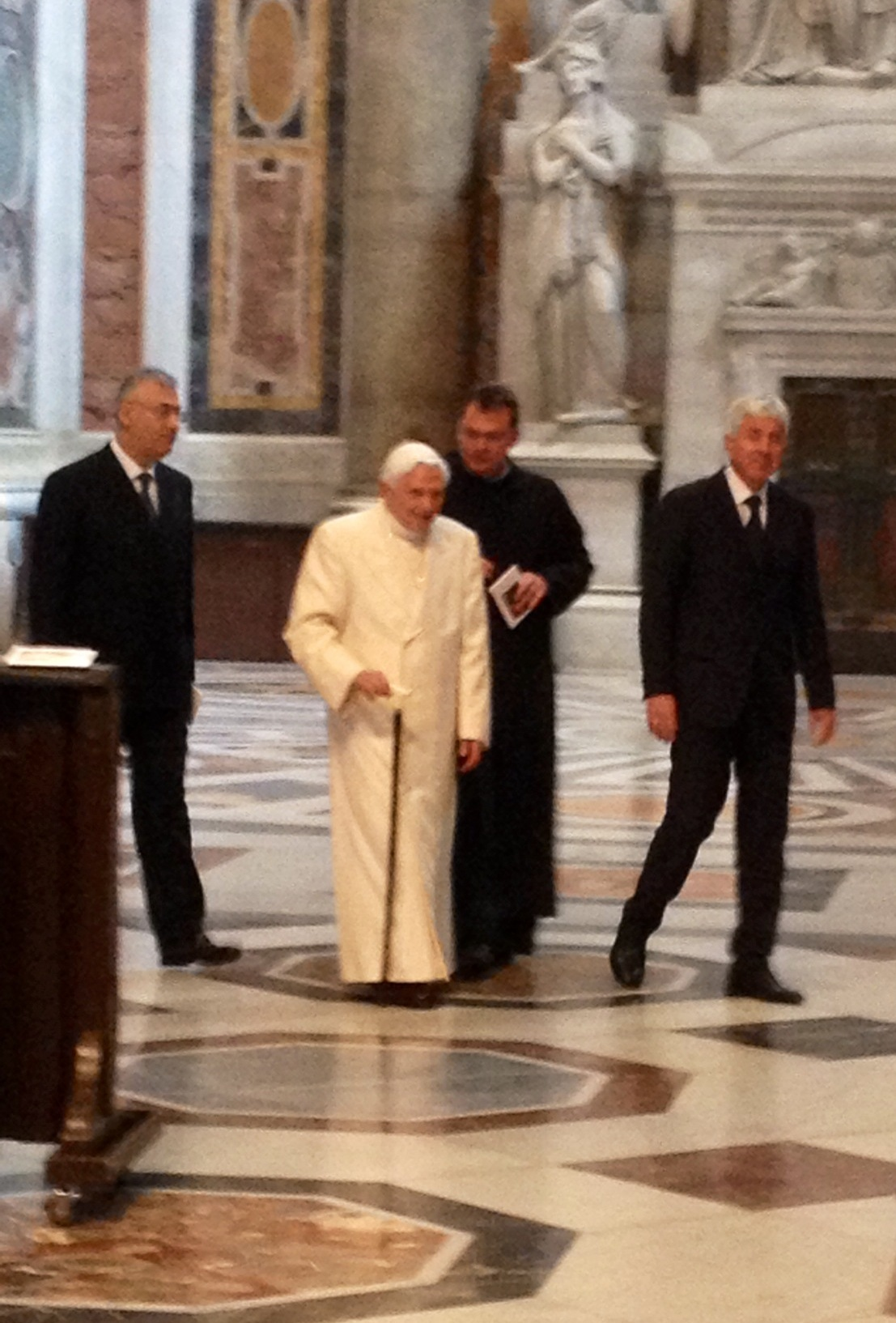
Papież senior w dniu pierwszej kreacji kardynałów przez Franciszka w dniu 22 lutego 2014

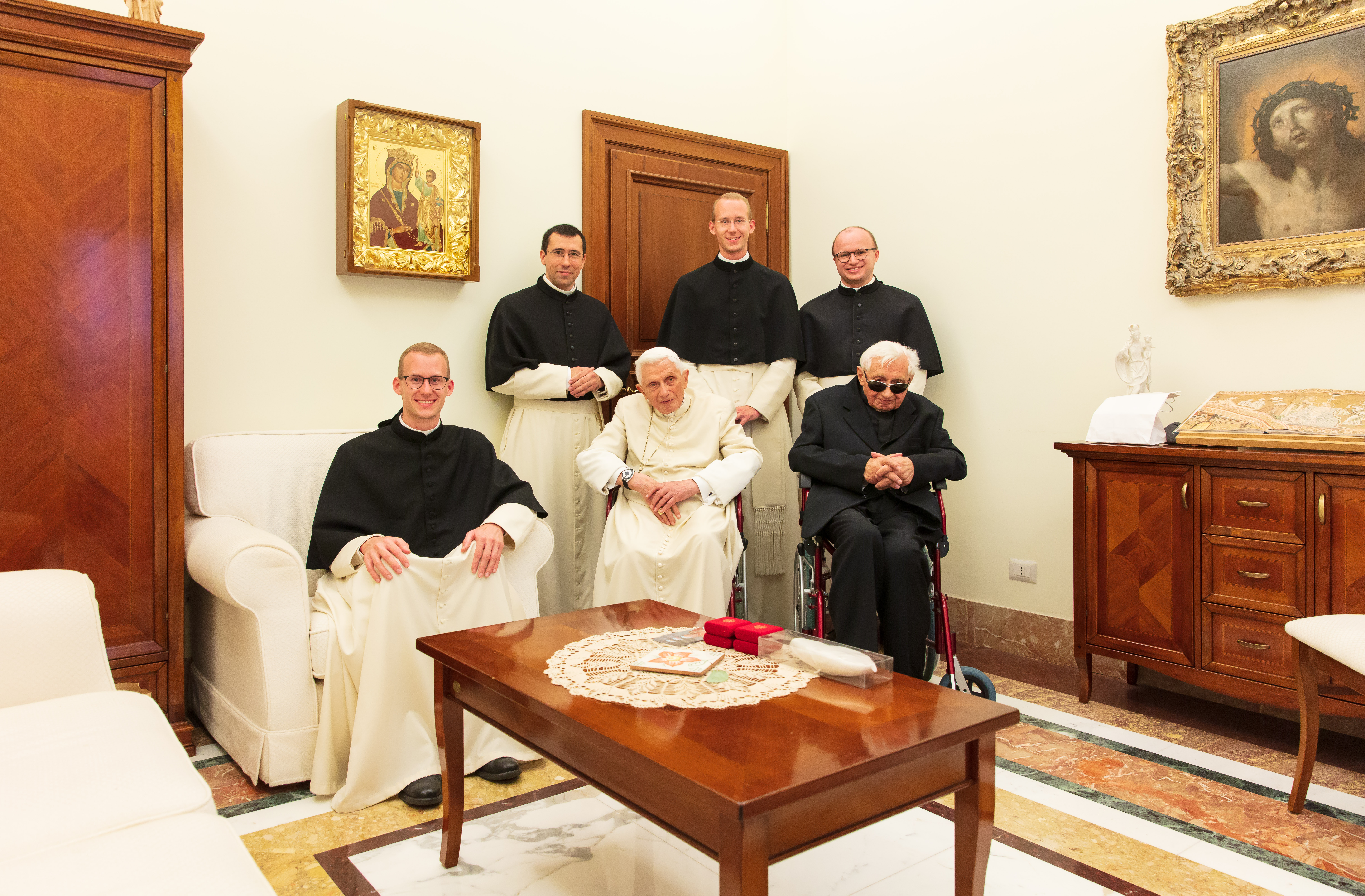
Benedykt XVI wraz ze swoim bratem Georgiem (2019)

28 lutego 2013 o godz. 20:00 czasu lokalnego w Rzymie zgodnie z decyzją zakończył swój pontyfikat, zostając emerytowanym papieżem (łac. Pontifex Romanus emeritus). Ustąpił z urzędu jako pierwszy papież od czasów Grzegorza XII w 1415 r. Papież senior Benedykt XVI zdecydował, że nie zamierza zmieniać swojego herbu biskupiego i chce pozostać przy obecnym. Następcą Benedykta XVI został, wybrany podczas konklawe 13 marca 2013, argentyński kardynał Jorge Mario Bergoglio, który przybrał imię Franciszek. 23 marca papież senior Benedykt XVI spotkał się w Castel Gandolfo z nowo wybranym następcą.
2 maja 2013 emerytowany papież, po dwóch miesiącach pobytu w Castel Gandolfo, powrócił do Watykanu. Zamieszkał w klasztorze Mater Ecclesiae. Papieża seniora przywitał jego następca oraz delegacja Stolicy Apostolskiej z sekretarzem stanu kardynałem Tarcisio Bertone i dziekanem Kolegium Kardynalskiego kard. Angelo Sodano.
Benedykt XVI 5 lipca 2013 po raz pierwszy od momentu rezygnacji wziął udział razem z papieżem Franciszkiem w ceremonii zorganizowanej na terenie Watykanu. Jak podały media – podczas uroczystości odsłonięcia pomnika Michała Archanioła przed budynkiem gubernatorstwa Państwa Watykańskiego obaj papieże siedzieli obok siebie. W trakcie krótkiego przemówienia Franciszek podziękował Benedyktowi XVI za jego przybycie.
1 września 2013, po raz pierwszy od rezygnacji, Benedykt XVI odprawił na terenie Watykanu publiczną mszę św. dla „kręgu uczniów Ratzingera”, stanowiącą ostatni etap ich spotkania w Castel Gandolfo. Podczas homilii papież emeryt powiedział, że ludzkość nie może obejść się bez danego za darmo chrześcijańskiego ducha.
22 lutego 2014 Benedykt XVI wziął udział w konsystorzu, podczas którego Franciszek kreował 19 nowych kardynałów. Emerytowany papież siedział wraz z kardynałami i został powitany na początku uroczystości przez ówczesnego papieża. To pierwsza uroczystość w bazylice św. Piotra w Watykanie z udziałem dwóch papieży – urzędującego i emerytowanego.
27 kwietnia 2014 papież senior na zaproszenie z dnia 31 marca wziął udział w kanonizacji dwóch papieży Jana XXIII i Jana Pawła II, będąc w gronie koncelebransów uroczystości kanonizacyjnych. Była to pierwsza uroczystość na placu Świętego Piotra w Watykanie z udziałem urzędującego i emerytowanego papieża, na której kanonizowano dwóch ich poprzedników. Pół roku później 19 października 2014 papież senior, jako jeden z żyjących spośród kreowanych przez Pawła VI na kardynałów, wziął udział w jego beatyfikacji na placu św. Piotra.
Benedykt XVI podczas wywiadu dla niemieckiej gazety zażyczył sobie, aby do niego zwracać i nazywać go po niemiecku „Vater Benedikt” – „Ojciec Benedykt” lub po włosku – „Padre Benedetto”. 14 lutego 2015 Benedykt XVI po raz drugi wziął udział w konsystorzu, podczas którego Franciszek kreował 20 nowych kardynałów. 8 grudnia 2015 Benedykt XVI towarzyszył swojemu następcy, papieżowi Franciszkowi w ceremonii otwarcia Drzwi Świętych – był to punkt kulminacyjny rozpoczęcia Roku Miłosierdzia. Jako emerytowany papież, sześć razy tj. 19 listopada 2016, 28 czerwca 2017, 28 czerwca 2018, 5 października 2019, 28 listopada 2020 i 27 sierpnia 2022 przyjmował w swojej rezydencji Franciszka z nowymi purpuratami, którzy tego samego dnia otrzymali insygnia kardynalskie.
18 czerwca 2020 r. Benedykt XVI po raz pierwszy od swojej rezygnacji opuścił Watykan i udał się na pięciodniową wizytę do Niemiec, aby odwiedzić swojego ciężko chorego brata księdza infułata Georga Ratzingera, jak również groby rodziców i siostry. Powrócił 22 czerwca do Watykanu.
2 września 2020 wyprzedził wiekiem żyjącego w latach 1810–1903 papieża Leona XIII i tym samym stał się najdłużej żyjącym papieżem w historii. 11 stycznia 2021 roku przekroczył moment, w którym czas jego emerytury stał się dłuższy niż czas jego pontyfikatu.
Emerytowany papież rzadko pojawiał się publicznie, lecz czasami w mediach społecznościowych były udostępniane zdjęcia z papieżem z różnych spotkań w klasztorze Mater Ecclesiae.
Publiczna obecność emerytowanego papieża Benedykta XVI
| Lp.  | Data            | Miejsce                          | Wydarzenie                                                                   |
| 2013 | 2013            | 2013                             | 2013                                                                         |
| ---- | --------------- | -------------------------------- | ---------------------------------------------------------------------------- |
| 1.   | 5 lipca         | Ogrody Watykańskie               | Odsłonięcie pomnika świętego Michała Archanioła                              |
| 2014 |                 |                                  |                                                                              |
| 2.   | 22 lutego       | Bazylika św. Piotra na Watykanie | Pierwszy konsystorz Franciszka                                               |
| 3.   | 27 kwietnia     | Plac św. Piotra na Watykanie     | Kanonizacja Jana XXIII i Jana Pawła II                                       |
| 4.   | 28 września     | Plac św. Piotra na Watykanie     | Spotkanie Franciszka z dziadkami i osobami starszymi                         |
| 5.   | 19 października | Plac św. Piotra na Watykanie     | Beatyfikacja Pawła VI                                                        |
| 2015 |                 |                                  |                                                                              |
| 6.   | 14 lutego       | Bazylika św. Piotra na Watykanie | Drugi konsystorz Franciszka                                                  |
| 7.   | 8 grudnia       | Bazylika św. Piotra na Watykanie | Uroczystość otwarcia Drzwi Świętych – rozpoczęcie Roku Świętego Miłosierdzia |
| 2016 |                 |                                  |                                                                              |
| 8.   | 28 czerwca      | Pałac Apostolski                 | Udział w 65. rocznicy swoich święceń kapłańskich                             |

### Śmierć i pogrzeb

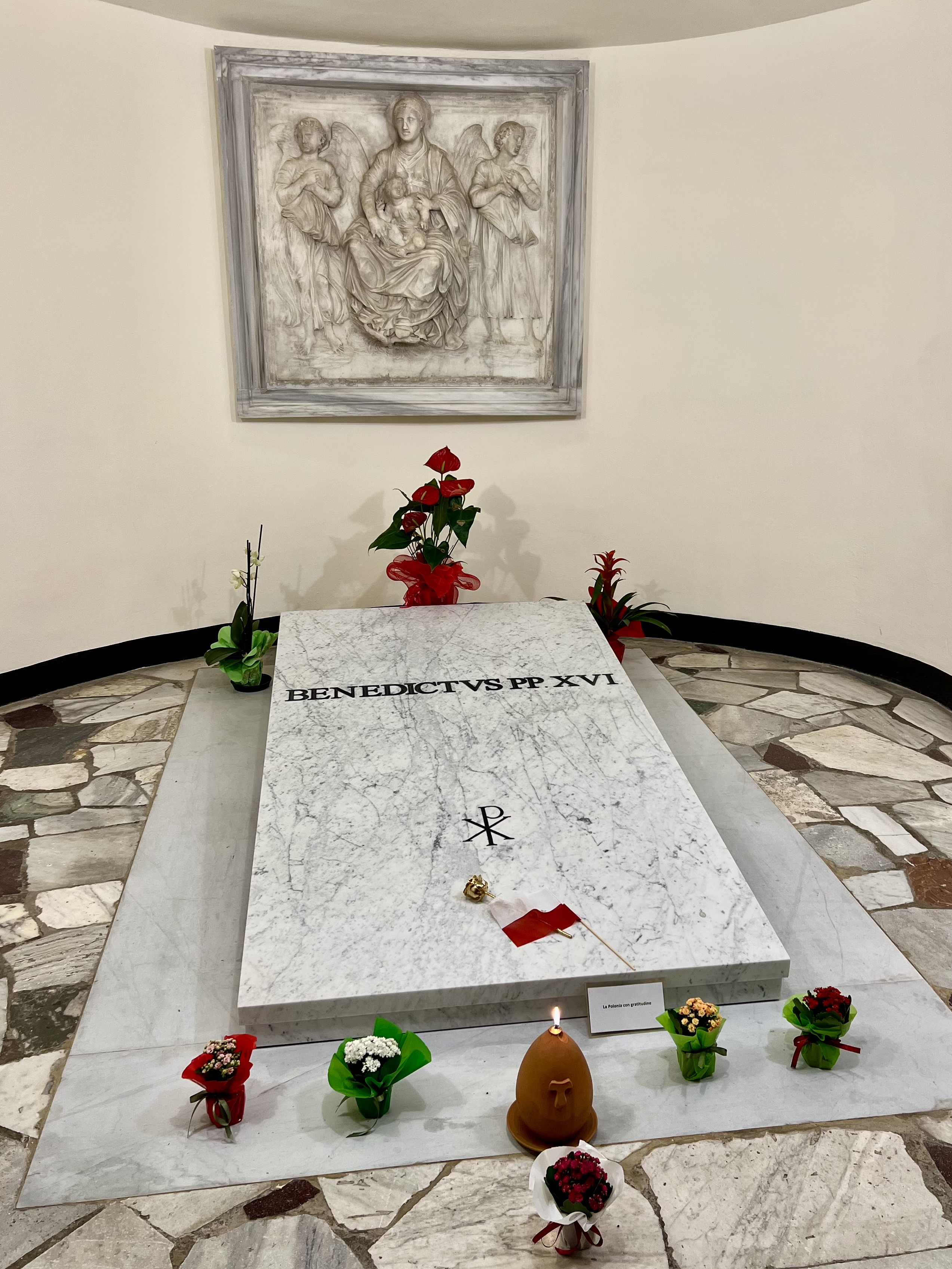
Grób Benedykta XVI krypcie w podziemiach bazyliki Świętego Piotra

Benedykt XVI zmarł 31 grudnia 2022 roku o godzinie 9:34, w klasztorze Mater Ecclesiae, w wieku 95 lat. Emerytowany papież chorował na stwardnienie zanikowe boczne, a dodatkowo miewał problemy z mową. Stan zdrowia Benedykta XVI pogorszył się pod koniec grudnia 2022 roku, kiedy zaczął miewać problemy z oddychaniem. Wówczas został on objęty stałą opieką lekarza, a papież Franciszek, podczas audiencji generalnej, poprosił o modlitwę za swojego poprzednika. 28 grudnia Benedykt XVI otrzymał sakrament namaszczenia chorych oraz Komunii Świętej.
Informacja o śmierci emerytowanego papieża wywołała wiele reakcji międzynarodowych. Na znak żałoby po śmierci papieża seniora w Kostaryce, Kubie i Portugalii ogłoszono żałobę narodową. 2 stycznia 2023 ciało zmarłego papieża zostało wystawione na widok publiczny w Bazylice św. Piotra, dając wiernym możliwość oddania mu hołdu do 4 stycznia. Stolica Apostolska podała, że w trakcie na hołd zmarłemu papieżowi seniorowi oddało ok. 200 tys. wiernych.
Pogrzeb Benedykta XVI odbył się 5 stycznia 2023 o godz. 9.30 na placu św. Piotra pod przewodnictwem papieża Franciszka. Liturgii eucharystycznej przy ołtarzu oraz obrzędom pogrzebowym przewodniczył dziekan Kolegium Kardynalskiego Giovanni Battista Re. W uroczystości uczestniczyły dwie delegacje z Niemiec na czele z prezydentem i kanclerzem oraz Włoch na czele z prezydentem i premier, a także wielu prezydentów i premierów innych państw (m.in. prezydent Polski Andrzej Duda), którzy chcieli oddać hołd zmarłemu. Podczas uroczystości uczestniczyło w niej 400 biskupów, 120 kardynałów, ponad 3700 kapłanów z całego świata oraz 100 tysięcy wiernych zgromadzonych na placu św. Piotra.

Ciało papieża emeryta, zgodnie z jego życzeniem, zostało pochowane w Grotach Watykańskich, w miejscu gdzie wcześniej, do czasu beatyfikacji, pochowani byli najpierw w latach 1963–2000 Jan XXIII a później w latach 2005–2011 Jan Paweł II. 
Była to pierwsza w historii uroczystość w Watykanie, podczas której odbył się pogrzeb emerytowanego papieża, a uroczystościom przewodniczył urzędujący biskup Rzymu. Ostatni taki przypadek miał miejsce w 1802 roku, kiedy to ówczesny papież Pius VII przewodniczył uroczystości pogrzebowej swojego, zmarłego trzy lata wcześniej, poprzednika Piusa VI. Była to też pierwsza taka uroczystość, po której nie zostało zwołane konklawe w celu wyboru nowego papieża.

## Dorobek teologiczny i poglądy

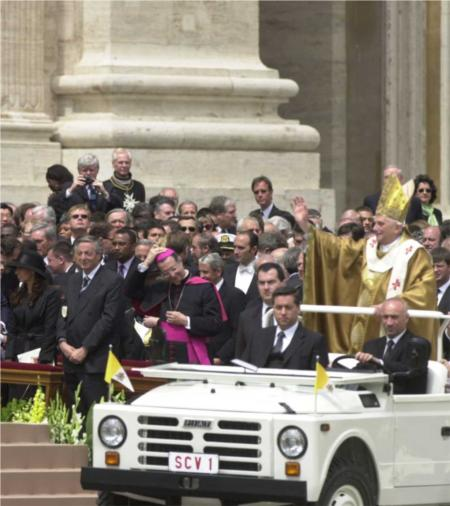
Benedykt XVI podczas inauguracji pontyfikatu

Prace badawcze i publikacje Benedykta XVI odnoszą się głównie do szeroko rozumianej teologii dogmatycznej i fundamentalnej. Wiele książek i rozpraw poświęcił tajemnicy Kościoła. Drugi wielki temat w działalności naukowej kardynała Ratzingera to osoba Jezusa Chrystusa. Można go uważać za zwolennika chrystologii sensu. Podejmował także prace z zakresu ekumenizmu. Kilkakrotnie podejmował tematykę teologii i duchowości sakramentu kapłaństwa. Szczególne znaczenie ma jego nowa wykładnia soteriologii w dziele Theologische Prinzipienlehre. Bausteine zur Fundamentaltheologie. Ulubionym tematem i motywem prac Ratzingera jest rozumienie wiary. Nieustannie stwierdzał konieczność stałego dialogu między filozofią a teologią. Podkreślał, że według niego poszukiwany przez myślicieli Logos tożsamy jest z Jezusem Chrystusem.
Głównym tematem teologii papieża Benedykta XVI jest Bóg jako miłość. Trzy ważne dokumenty papieskie mają w tytule słowo miłość (łac. caritas):
- encyklika o miłości Bożej: Deus caritas est (2005);
- adhortacja o Eucharystii: Sacramentum caritatis (2007);
- encyklika o Katolickiej nauce społecznej, o rozwoju ludzkim w miłości i prawdzie: Caritas in veritate (2009).

Według Pascala Ide’a, który specjalizuje się w teologii Józefa Ratzingera, miłość stanowiła dla papieża klucz interpretacyjny dla zrozumienia chrześcijańskiego misterium. Według badań leksykalnych, które uczony przeprowadził przed 2007 rokiem, w dziełach Józefa Ratzingera rzeczownik miłość wystąpił ponad 2400 razy, czasownik kochać ponad 300 razy. Inne podobne słowa:
- caritas ponad 400 razy;
- czułość ponad 300 razy;
- miłosierdzie oraz miłosierny ponad 260 razy;
- przyjaźń ponad 170 razy etc.[113]

W sumie opublikował ponad 60 pozycji książkowych, z których wiele zostało przetłumaczonych na języki obce. Był także autorem kilkuset artykułów i rozpraw opublikowanych w różnych międzynarodowych czasopismach teologicznych i dziełach zbiorowych. Był współtwórcą czasopisma teologicznego „Communio”.

### Stosunek do współczesności

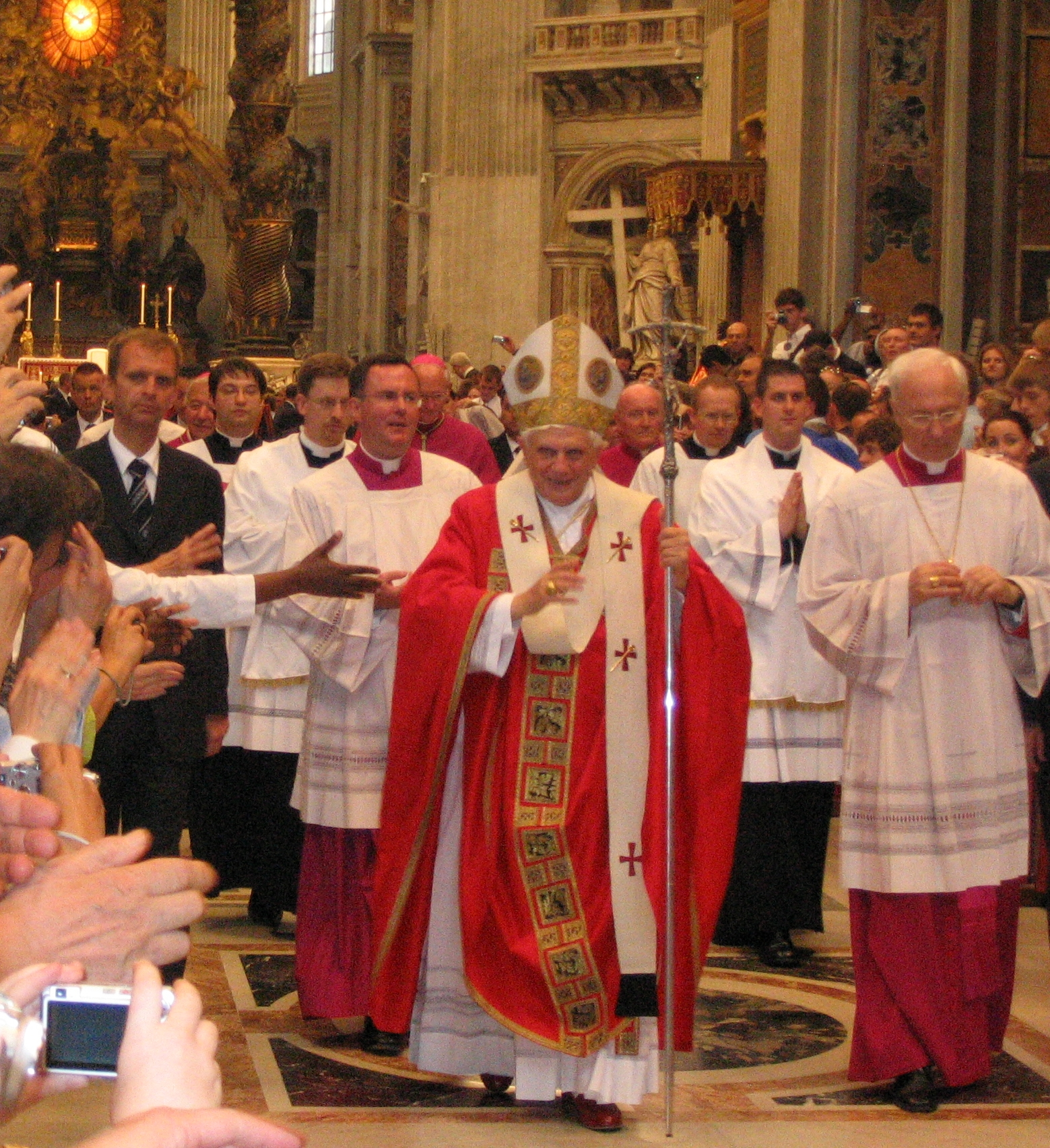
Benedykt XVI w czasie mszy w bazylice św. Piotra (2006)

Duży obszar badań Ratzingera poświęcony jest aktualnej kondycji chrześcijaństwa na świecie, zwłaszcza opisowi wiary w kontekście jej aktualnych zagrożeń oraz perspektyw rozwoju. Zaniepokojenie Ratzingera wywoływało zwłaszcza częściowe lub całkowite kwestionowanie konkretnych treści doktrynalnych. Dostrzegał on rozpowszechniające się błędy w zakresie wiary w poszczególne Osoby Trójcy Świętej. Zwracał przy tym szczególną uwagę na teorie relatywizujące znaczenie jedyności i powszechności zbawczej Chrystusa oraz Kościoła. Stwierdzał również, że współczesny człowiek przyjmuje często tylko to, co nie kłóci się z materialistyczną wizją świata. Na tej płaszczyźnie rodzi się zdaniem Ratzingera stopniowa utrata wiary w życie wieczne oraz w możliwość potępienia. Wśród zorganizowanych form ataku na wiarę Ratzinger zwracał szczególnie uwagę na sekty, ideologię New Age, skrajnie radykalny feminizm oraz rozwijaną w Ameryce Południowej teologię wyzwolenia (pozostającą w związku z ideologią marksistowską). Bardzo negatywne skutki dla wiary wynikają jego zdaniem z kwestionowania zasad moralności chrześcijańskiej, szczególnie z odrzucenia tzw. prawa naturalnego, Dekalogu i współczesnego nauczania kościelnego (etyka życia). Brak świadectwa, niewłaściwe metody i zachwiane proporcje w procesie przekazu wiary, błędnie pojmowana czy celebrowana liturgia, sprawiają jego zdaniem, że wiara dla dzisiejszego człowieka bywa niezrozumiała, a także mało interesująca.

### Teoria ewolucji

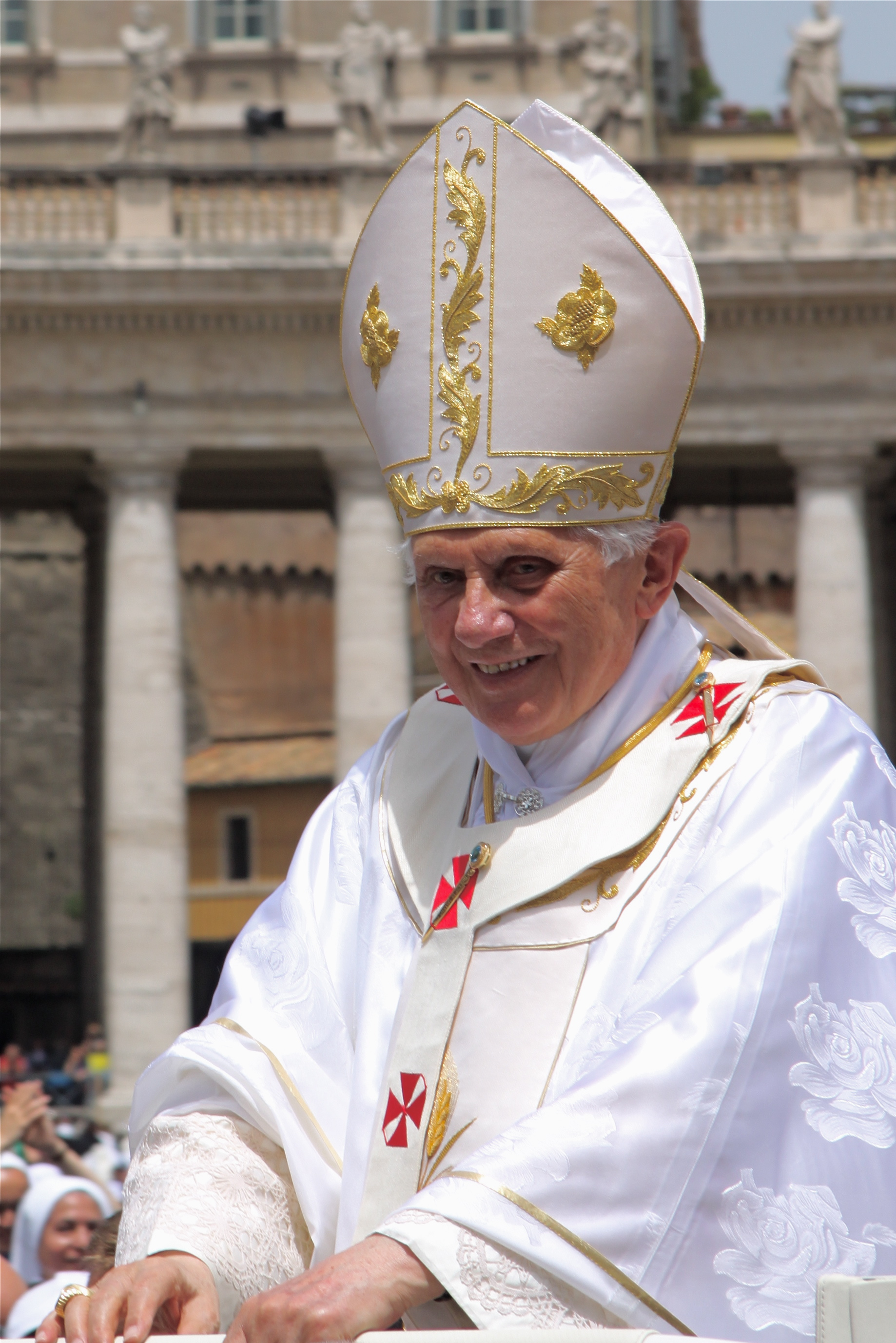
Benedykt XVI w 2010.

W przedmowie do wydanej w 2007 książki Kreacja i Ewolucja napisał, że teoria ewolucji autorstwa Karola Darwina według niego nigdy nie została ostatecznie dowiedziona. Odnosił się zatem sceptycznie wobec tych ustaleń współczesnej kosmologii, które wykluczają lub pomijają przesłanie o stwórczej roli Boga niesione przez kreacjonizm.
Jak napisał „nauka niepotrzebnie marginalizuje poglądy na temat kreacjonizmu”. W przytaczanej książce stwierdził ostatecznie: „Nie możemy powiedzieć: kreacjonizm albo ewolucja. Właściwą formułą jest kreacjonizm i ewolucja, ponieważ oba odpowiadają na dwa różne pytania”. Natomiast w dniu inauguracji pontyfikatu powiedział: „Nie jesteśmy przypadkowym i pozbawionym znaczenia produktem ewolucji. Każdy z nas jest owocem zamysłu Bożego. Każdy z nas jest chciany, każdy miłowany, każdy niezbędny”.

### Hermeneutyka ciągłości
Benedykt XVI dużą uwagę przez cały swój pontyfikat przykładał do kwestii hermeneutyki ciągłości. Kwestia ta po raz pierwszy została podkreślona przez papieża w przemówieniu wygłoszonym 22 grudnia 2005 do członków Kurii Rzymskiej. Wówczas to papież stwierdził, iż:
Sobór Watykański II, definiując na nowo relację między wiarą Kościoła a pewnymi istotnymi elementami myśli nowożytnej, dokonał rewizji czy wręcz korekty pewnych decyzji z przeszłości, ale przy tej pozornej nieciągłości zachował i pogłębił rozumienie swej wewnętrznej natury i prawdziwej tożsamości. Kościół jest – zarówno przed Soborem, jak i po nim – tym samym Kościołem (...).

### Liturgia

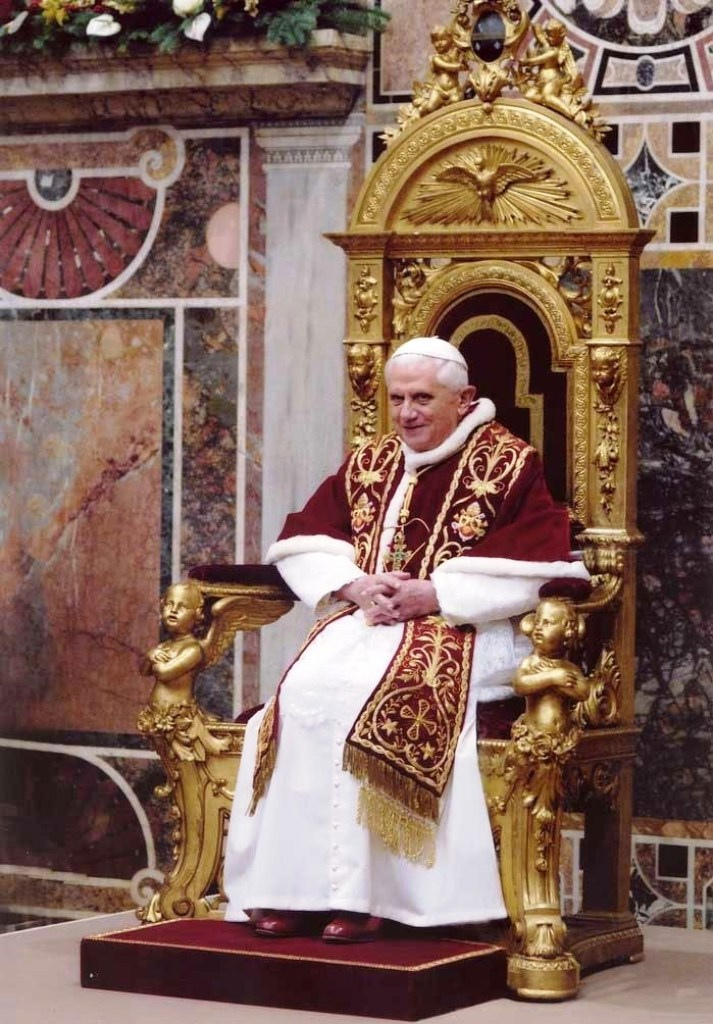
Benedykt XVI w zimowej wersji mucetu

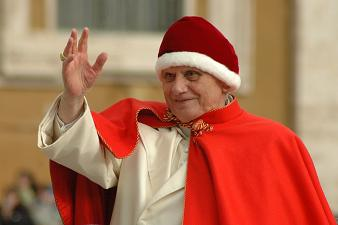
Benedykt XVI w camauro

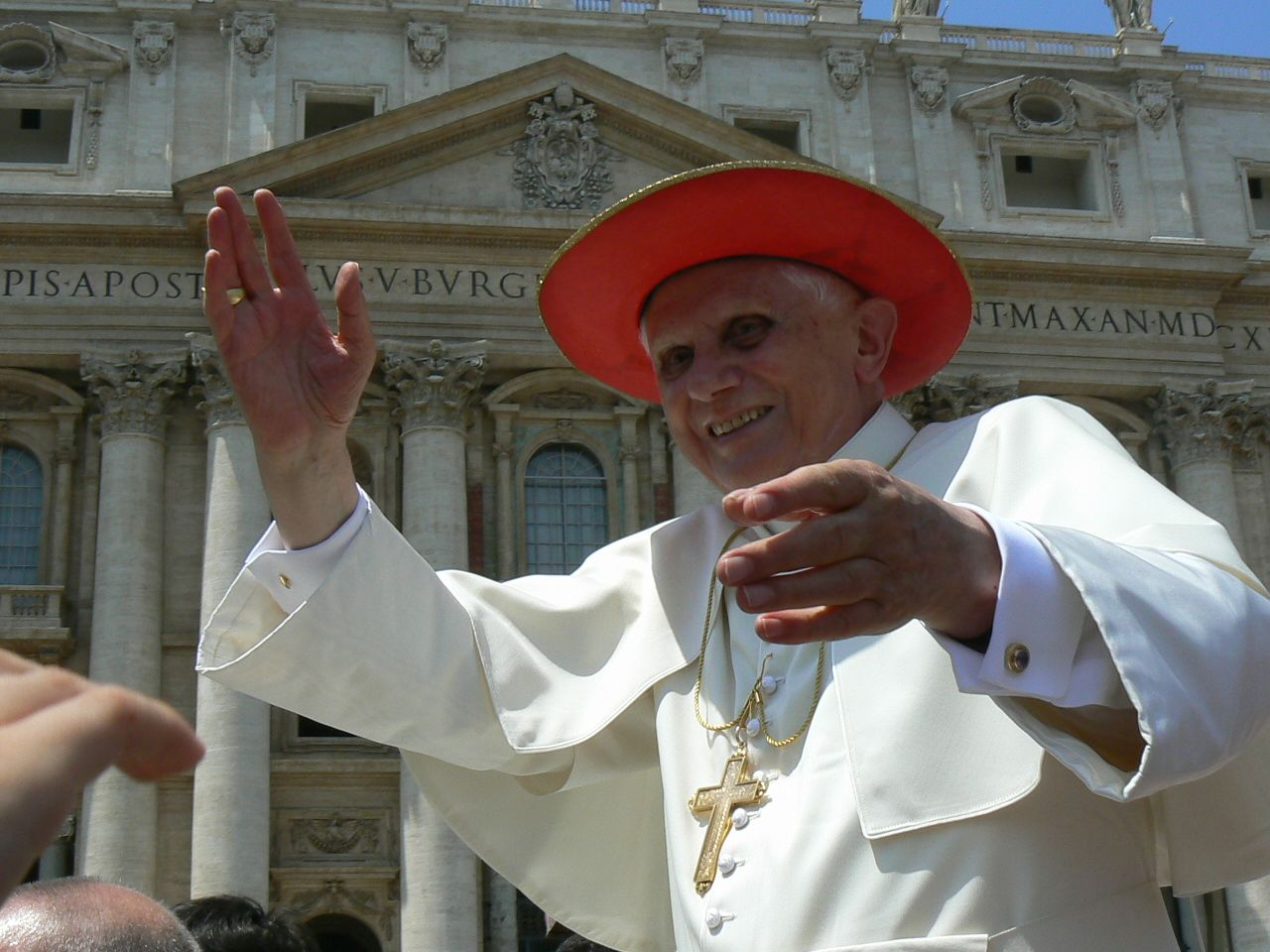
Benedykt XVI w czerwonym saturno (2007)

Ważnym, według papieża, elementem ochrony tzw. depozytu wiary (depositum fidei) w zgodzie z nurtem hermeneutyki ciągłości, było przywracanie elementów tradycji liturgicznej. Benedykt XVI w adhortacji apostolskiej Sacramentum Caritatis podkreślił wagę użycia łaciny w liturgii. W sposób szczególny miano skupić się na przywracaniu do programów nauczania przyszłych kapłanów, elementów języka i kultury łacińskiej, aby w pełni świadomie mogli celebrować liturgię sprawowaną w łacinie. Papież podkreślał również w tym dokumencie wagę estetyki w zakresie architektury i wystroju kościołów, dbania o piękno śpiewu liturgicznego oraz potrzebę większego udziału w celebrze pieśni gregoriańskich.
Przełomowym dla kwestii tradycji liturgicznej było motu proprio Summorum Pontificum z 7 lipca 2007 r. W dokumencie tym papież zezwolił na odprawianie mszy św. według mszału Jana XXIII, po wcześniejszym spełnieniu określonych warunków. Wcześniej, zgodnie z wytycznymi wskazanymi przez Jana Pawła II w motu proprio Ecclesia Dei, konieczne było uzyskanie każdorazowo zezwolenia biskupa lub wyższego przełożonego duchownego zgromadzeń zakonnych. Obecnie, od 2007, zgoda nie jest wymagana, gdy duchowny odprawia mszę bez udziału ludu lub z udziałem tylko tych wiernych, którzy dobrowolnie chcą uczestniczyć w takiej celebracji. Również na prośbę grupy wiernych proboszcz powinien wyrazić zgodę na odprawienie liturgii w zgodzie z rytem nadzwyczajnym, a w przypadku nieuzyskania takiej zgody zezwolenia powinien udzielić miejscowy biskup.
Benedykt XVI chciał również znieść powstałe po Soborze podziały wewnątrz Kościoła katolickiego. Między innymi dążył do pojednania z Bractwem Kapłańskim św. Piusa X i jego sympatykami. Na mocy dekretu Kongregacji ds. biskupów, 21 stycznia 2009 zniesiono ekskomunikę z biskupów Bractwa, którzy zostali wyświęceni bez zgody papieża w 1988 roku. Było to pokłosie m.in. spotkania Benedykta XVI z biskupem Bernardem Fellayem, które miało miejsce 29 sierpnia 2005 roku. Przy tej okazji papież wyraził gotowość do rozpoczęcia dialogu. Istotnym był również list przesłany Benedyktowi XVI w grudniu 2008, w którym biskup Bernard Fellay, deklarował w imieniu wspólnoty, iż:
zawsze jesteśmy zdecydowani w naszej woli pozostać katolikami i umieścić wszystkie nasze wysiłki w służbie Kościołowi Naszego Pana Jezusa Chrystusa, którym jest Kościół rzymskokatolicki. Akceptujemy jego nauczanie w synowskim duchu. Wierzymy mocno w Prymat Piotra i w jego prerogatywy, a to sprawia, że trwanie w obecnej sytuacji sprawia nam wszystkim ból.
Zmiany w dotychczasowym stylu sprawowanej papieskiej celebracji zauważalne stały się po zmianie, w listopadzie 2007 roku, na stanowisku mistrza papieskich ceremonii liturgicznych, kiedy to funkcję tę objął Guido Marini, chętnie podkreślający swoje przywiązanie do tradycji przedsoborowej.
Benedykt XVI przywrócił również do użycia tron papieski, z którego ostatecznie zrezygnował Jan Paweł II. Drobne zmiany widoczne były również w charakterze stroju chórowego papieża, do którego już od 2005 powróciła zimowa wersja mucetu, nieużywana od czasów Pawła VI. Natomiast od Wielkanocy 2008 Benedykt XVI zaczął nosić białą wersję mucetu, która została użyta po raz ostatni w 1967 roku. Benedykt XVI nosił tę odmianę mucetu w okresie wielkanocnym (od Wielkanocy do Zesłania Ducha Świętego). W 2006 roku papież użył saturno – czerwonego kapelusza z szerokim rondem, dawniej często noszonego przez papieży, w tym jeszcze niedawno przez Jana XXIII i Pawła VI, a także w pierwszych latach pontyfikatu przez Jana Pawła II. Podczas dwóch audiencji generalnych – 21 i 28 grudnia 2005 – papież założył camauro, nakrycie głowy z czerwonego aksamitu obszyte białym futrem z gronostaja, które nie było używane od czasów Jana XXIII.

### Stosunek do masonerii
Jako Kardynał Prefekt Świętej Kongregacji Nauki Wiary przedłożył do zatwierdzenia papieżowi Janowi Pawłowi II na specjalnej audiencji 26 listopada 1983 dokument zatytułowany Deklaracja o stowarzyszeniach masońskich „Quaesitum est”. Deklaracja ta była odpowiedzią na zapytanie dotyczące wątpliwości, czy zmienił się stosunek Kościoła do stowarzyszeń masońskich. Oficjalnie zostało przypomniane, że przynależność do masonerii została zakazana, i że wierni należący do niej pozostają w stanie grzechu ciężkiego, co uniemożliwia im przyjmowanie Komunii Świętej. Dokument zredagowany przez kard. Ratzingera przypomniał również, iż:
nie należy do lokalnego autorytetu eklezjalnego wypowiadanie się o naturze stowarzyszeń masońskich sądem, który implikowałby uchylenie ustaleń deklaracji Quaesitum est.

## Nagrody i wyróżnienia
Papież był ex officio suwerenem zakonów podległych Stolicy Apostolskiej, z tego tytułu przysługiwały mu:
- Order Najwyższy Chrystusa
- Order Złotej Ostrogi
- Order Piusa IX
- Order Świętego Grzegorza Wielkiego
- Order Świętego Sylwestra
- Kawaler Naszyjnika Orderu Grobu Świętego

Otrzymał siedem doktoratów honorowych, nadanych przez:
- w 1984 – College of St. Thomas (obecnie Uniwersytet Świętego Tomasza) w Saint Paul (Minnesota)
- w 1985 – Katolicki Uniwersytet w Eichstätt i Ingolstadt
- w 1986 – Papieski Uniwersytet Katolicki w Peru (Lima)
- w 1988 – Katolicki Uniwersytet Lubelski
- w 1998 – Uniwersytet Nawarry w Pampelunie
- w 1999 – Wolny Uniwersytet Maria SS. Assunta w Rzymie
- w 2000 – Papieski Wydział Teologiczny we Wrocławiu
- w 2015 – Akademię Muzyczną w Krakowie
- w 2015 – Uniwersytet Papieski Jana Pawła II w Krakowie[126]

Za działalność dla pokoju Benedykt XVI otrzymał przyznaną przez Zarząd Krajowy Ogólnopolskiego Stowarzyszenia Społecznego „Misja Pojednania” (powołanego w wyniku historycznego spotkania i pojednania się w 1993 obrońców Westerplatte i marynarzy z pancernika Schleswig-Holstein) Komandorię Missio Reconciliationis.
15 czerwca 2008 roku przed kościołem św. Judy Tadeusza w Łuczaju na Białorusi został odsłonięty pomnik papieża. Jego rzeźba została dodana do pomnika Tysiąclecia w Kołobrzegu i odsłonięta 29 czerwca 2008 roku. W 2010 roku odsłonięto pomnik papieża w Santiago de Compostela.
W 2006 r. imieniem Benedykta XVI nazwano nowo wzniesiony most na Wiśle w Bobrku (gmina Chełmek), którym to mostem papież przejeżdżał 28 maja tegoż roku, udając się do dawnego niemieckiego obozu koncentracyjnego KL Auschwitz.

## Nominacje kardynalskie
Benedykt XVI przez cały okres swojego pontyfikatu zwołał 5 konsystorzy zwyczajnych, podczas których kreował 90 kardynałów.

## Beatyfikacje i kanonizacje dokonane przez Benedykta XVI
W okresie pontyfikatu Benedykta XVI ogłoszono 44 nowych świętych oraz 289 błogosławionymi. Benedykt XVI osobiście przewodniczył wszystkim uroczystościom kanonizacyjnym. W sumie w okresie od kwietnia 2005 – do lutego 2013 odbyło się ich dziesięć, przy czym jedna została zorganizowana 11 maja 2007 roku w São Paulo, pozostałe w Watykanie. Papież przewodniczył również dwóm uroczystościom beatyfikacyjnym: 19 września 2010 roku podczas mszy w Cofton Park w Birmingham, w czasie Pielgrzymki Benedykta XVI do Wielkiej Brytanii, gdy na ołtarze został wyniesiony Jan Henryk Newman oraz 1 maja 2011 roku, gdy papież beatyfikował w Watykanie Jana Pawła II.

## Pielgrzymki i wizyty zagraniczne
Benedykt XVI w czasie swojego pontyfikatu odbył 24 podróże zagraniczne, w tym najwięcej (3 razy) do swojej ojczyzny i do Hiszpanii, oraz zasłynął spotkaniami z młodzieżą na Światowych Dniach Młodzieży. Odbył też 33 podróże apostolskie na terenie Włoch.

### Joseph Ratzinger i Polska

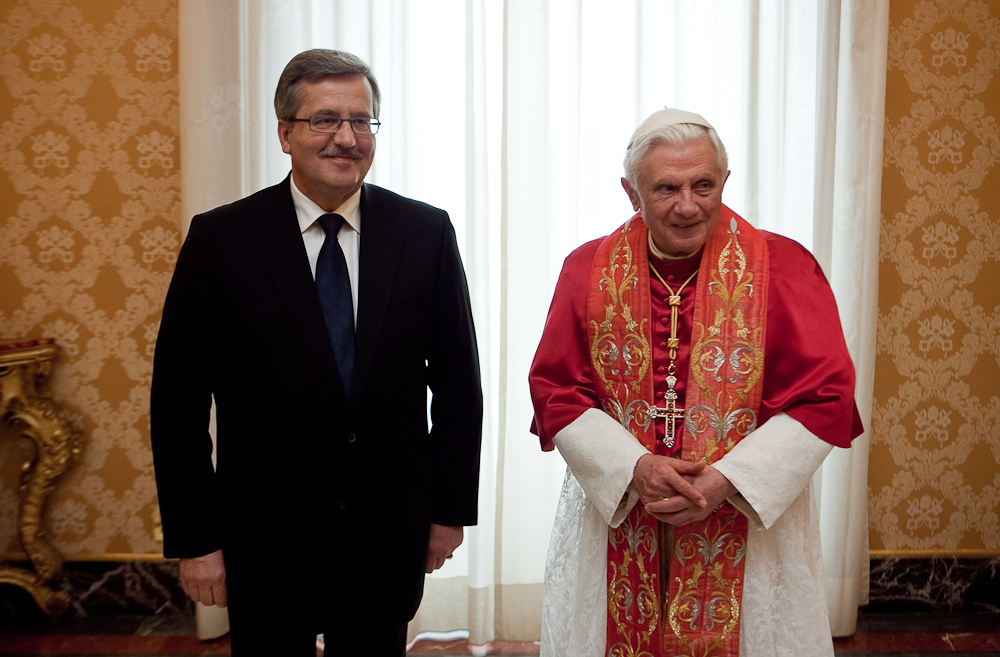
Spotkanie prezydenta Bronisława Komorowskiego z papieżem

Przed wyborem na papieża Joseph Ratzinger kilkukrotnie odwiedzał Polskę. Pierwszy raz w 1977 – jako arcybiskup Monachium był członkiem delegacji episkopatu Niemiec, która przyjechała na Dolny Śląsk. W 1979 towarzyszył Janowi Pawłowi II podczas pierwszej pielgrzymki do Polski. W dniach 11–12 września 1980 był członkiem delegacji episkopatu Niemiec, która na Jasnej Górze spotkała się z prymasem Polski Stefanem Wyszyńskim. 31 maja 1981 roku brał udział w Warszawie w uroczystościach pogrzebowych prymasa Polski Stefana Wyszyńskiego. Po ogłoszeniu stanu wojennego Ratzinger organizował w Monachium modlitwy w intencji Polski. Jako arcybiskup Monachium w 1982 roku odwiedził Katowice (Górny Śląsk). Ufundował dla katowickiej katedry Chrystusa Króla imponującą mozaikę, która znajduje się obecnie w kaplicy Najświętszego Sakramentu.
Kilkukrotnie odwiedzał Opole, gdzie biskupem do 2009 roku był jego przyjaciel Alfons Nossol. 26 czerwca 1983 w diecezji opolskiej poświęcił kamień węgielny kościoła w miejscowości Chorula (powiat krapkowicki). Kardynał odwiedzał Polskę także w 1988, kiedy otrzymał doktorat honoris causa na KUL. Drugi doktorat honoris causa polskiej uczelni wyższej otrzymał na Papieskim Wydziale Teologicznym we Wrocławiu dnia 27 października 2000. 29 października 2000 odprawił mszę w parafii Matki Bożej Miłosierdzia w Oleśnicy, gdzie poświęcił statuę Chrystusa Króla Wszechświata.
W 1999, jako ówczesny prefekt Kongregacji Nauki Wiary, odbył podróż do Kwidzyna. Tam w katedrze kwidzyńskiej w kaplicy błogosławionej Doroty z Mątowów modlił się przed jej wizerunkiem.
25 maja 2002 udzielił w Radomiu sakry biskupiej nowo mianowanemu biskupowi radomskiemu Zygmuntowi Zimowskiemu, który przez wiele lat był jego współpracownikiem w kongregacji. Podczas tej wizyty odwiedził także Jasną Górę, gdzie 26 maja świętował 25-lecie sakry biskupiej. 10 maja 2003 był legatem papieskim podczas uroczystości 750-lecia kanonizacji św. Stanisława Biskupa i Męczennika w Krakowie oraz w Szczepanowie.
W dniach 25–28 maja 2006 odbyła się pielgrzymka papieża Benedykta XVI do Polski. Papież odwiedził Warszawę, Kraków, Wadowice, Oświęcim, Kalwarię Zebrzydowską i Częstochowę. Był to jego dziewiąty pobyt w Polsce, ale jedyny jako głowy Kościoła katolickiego.